# Tour de França de 2021
El Tour de França del 2021 és la 108a edició del Tour de França, una de les tres grans voltes ciclistes. L'inici de la prova (el Gran Départ) estava programat a Copenhaguen; però es va transferir a Brest a causa de l'impacte de la pandèmia de la COVID-19 sobre l'Eurocopa de futbol del 2020, que va ser posposada al 2021 i que tenia la capital danesa com la seu de quatre partits. Les dates del Tour també es van modificar per tal de no coincidir amb els Jocs Olímpics de Tokyo, que també s'havien de celebrar el 2020 i es van reprogramar al 2021. Aquest hagués estat el primer cop que el Tour de França visités Dinamarca, circumstància que, finalment, es donà el 2022, quan el país organitzà el Grand Départ del Tour del 2022.
El clar vencedor de la classificació general fou l'eslovè Tadej Pogačar (UAE Team Emirates), que fou acompanyat al podi pel danès Jonas Vingegaard (Team Jumbo-Visma) i l'equatorià Richard Carapaz Montenegro (Ineos Grenadiers), segon i tercer respectivament. Pogačar també s'imposà en la classificació de la muntanya i dels joves, mentre Mark Cavendish (Deceuninck-Quick Step), vencedor de quatre etapes que li van servir per igualar el rècord de victòries d'Eddy Merckx, guanyà la classificació per punts i el Bahrain Victorious fou el millor equip.

## Recorregut
El director del Tour, Christian Prudhomme, va anunciar el recorregut del Tour de França del 2021 l'1 de novembre de 2020, durant el programa Stade 2 emès per France Télévisions. Els ciclistes van completar un recorregut de 3.383 quilòmetres, repartits entre 21 etapes. En destaca la setena, per ser l'etapa més llarga des del Tour de França de 2000 (248 km), i l'onzena, que comptava amb dues ascensions al mític Mont Ventoux. Pràcticament tot el recorregut era en territori francès, excepte els darrers 49,5 km de l'etapa 15 i els primers de la 16a, que transcorreren a Andorra, país on també se celebrà el segon dia de descans de la prova.

## Equips
Vint-i-tres equips participaren al Tour de França 2021: els dinou equips UCI WorldTeams, que tenen l'obligació de participar-hi, i quatre equips de la segona categoria (UCI ProTeams). Entre aquests, l'Alpecin-Fenix, el millor classificat del 2020 entre els UCI ProTeam, rep una invitació automàtica en recompensa a la seva actuació. El 4 de febrer de 2021, Amaury Sport Organisation (ASO), l'empresa organitzadora del Tour, va anunciar els 3 equips restants: els francesos TotalEnergies, l'Arkéa-Samsic i el B&B Hotels-Vital Concept p/b KTM.
| WorldTeams (19)- AG2R Citroën Team - Astana-Premier Tech - Bahrain Victorious - Bora-Hansgrohe - Intermarché-Wanty-Gobert Matériaux - Cofidis - Deceuninck-Quick Step - EF Education-Nippo - Team BikeExchange - Groupama-FDJ - Ineos Grenadiers - Israel Start-Up Nation - Jumbo-Visma - Lotto Soudal - Movistar Team - Qhubeka NextHash - Team DSM - Trek-Segafredo - UAE Team Emirates ProTeams (4)- Alpecin-Fenix - B&B Hotels p/b KTM - Arkéa-Samsic - TotalEnergies |
| |

## Etapes
| Etapa     | Data       | Ciutats d'etapa                   | type                      | Distància (km) | Desnivell (m) | Vencedor de l'etapa  | Líder de la general  |
| --------- | ---------- | --------------------------------- | ------------------------- | -------------- | ------------- | -------------------- | -------------------- |
| 1a etapa  | 26 de juny | Brest – Landerneau                | etapa accidentada         | 197,8          | 2.785 m       | Julian Alaphilippe   | Julian Alaphilippe   |
| 2a etapa  | 27 de juny | Perros-Guirec – Mûr-de-Bretagne   | etapa accidentada         | 183,5          | 2.154 m       | Mathieu van der Poel | Mathieu van der Poel |
| 3a etapa  | 28 de juny | An Oriant – Pontivy               | etapa plana               | 182,9          | 1.539 m       | Tim Merlier          | Mathieu van der Poel |
| 4a etapa  | 29 de juny | Redon – Fougères                  | etapa plana               | 150,4          | 1.354 m       | Mark Cavendish       | Mathieu van der Poel |
| 5a etapa  | 30 de juny | Changé – Laval                    | contrarellotge individual | 27,2           | 304 m         | Tadej Pogačar        | Mathieu van der Poel |
| 6a etapa  | 1 de jul   | Tours – Châteauroux               | etapa plana               | 160,6          | 926 m         | Mark Cavendish       | Mathieu van der Poel |
| 7a etapa  | 2 de jul   | Vierzon – Le Creusot              | etapa accidentada         | 249,1          | 3.111 m       | Matej Mohorič        | Mathieu van der Poel |
| 8a etapa  | 3 de jul   | Oyonnax – Le Grand-Bornand        | etapa de muntanya         | 150,8          | 3.558 m       | Dylan Teuns          | Tadej Pogačar        |
| 9a etapa  | 4 de jul   | Cluses – Tignes                   | etapa de muntanya         | 144,9          | 4.624 m       | Ben O'Connor         | Tadej Pogačar        |
|           | 5 de jul.  | Dia de descans a Tignes           | Dia de descans            |                |               |                      |                      |
| 10a etapa | 6 de jul   | Albertville – Valença             | etapa plana               | 190,7          | 1.472 m       | Mark Cavendish       | Tadej Pogačar        |
| 11a etapa | 7 de jul   | Sòrgas – Malaucena                | etapa de muntanya         | 198,9          | 4.647 m       | Wout van Aert        | Tadej Pogačar        |
| 12a etapa | 8 de jul   | Sent Paul de Tricastin – Nimes    | etapa plana               | 159,4          | 1.959 m       | Nils Politt          | Tadej Pogačar        |
| 13a etapa | 9 de jul   | Nimes – Carcassona                | etapa plana               | 219,9          | 1.973 m       | Mark Cavendish       | Tadej Pogačar        |
| 14a etapa | 10 de jul  | Carcassona – Quilhan              | etapa accidentada         | 183,7          | 2.901 m       | Bauke Mollema        | Tadej Pogačar        |
| 15a etapa | 11 de jul  | Ceret – Andorra la Vella          | etapa de muntanya         | 191,3          | 4.574 m       | Sepp Kuss            | Tadej Pogačar        |
|           | 12 de jul. | Dia de descans a Andorra la Vella | Dia de descans            |                |               |                      |                      |
| 16a etapa | 13 de jul  | el Pas de la Casa – Sent Gaudenç  | etapa accidentada         | 169            | 3.250 m       | Patrick Konrad       | Tadej Pogačar        |
| 17a etapa | 14 de jul  | Muret – Col de Portet             | etapa de muntanya         | 178,4          | 4.368 m       | Tadej Pogačar        | Tadej Pogačar        |
| 18a etapa | 15 de jul  | Pau – Luz-Ardiden                 | etapa de muntanya         | 129,7          | 3.555 m       | Tadej Pogačar        | Tadej Pogačar        |
| 19a etapa | 16 de jul  | Morencs – Liborna                 | etapa plana               | 207            | 1.241 m       | Matej Mohorič        | Tadej Pogačar        |
| 20a etapa | 17 de jul  | Liborna – Sent Melhon             | contrarellotge individual | 30,8           | 239 m         | Wout van Aert        | Tadej Pogačar        |
| 21a etapa | 18 de jul  | Chatou – París                    | etapa plana               | 108,4          | 619 m         | Wout van Aert        | Tadej Pogačar        |

### Etapa 1
26 de juny de 2021. Brest - Landerneau. 197,8 km
Primera etapa d'aquesta edició de Tour, amb un recorregut trencacames per la Bretanya. Durant l'etapa es van superar quatre cotes de quarta categoria i dues de tercera, la darrera d'elles en l'arribada.
Al quilòmetre 20 es va formar una escapada formada per cinc ciclistes: Connor Swift (Arkéa-Samsic), Cristian Rodríguez (TotalEnergies), Anthony Perez (Cofidis), Franck Bonnamour (B&B Hotels p/b KTM), Ide Schelling (Bora-Hansgrohe) i Danny van Poppel (Intermarché-Wanty-Gobert Matériaux). Schelling, que va aconseguir el mallot de la muntanya, va ser el darrer en ser neutralitzat sota l'empenta del gran grup. A manca de 45 quilòmetres per l'arribada, una espectadora provocà la caiguda de Tony Martin, i amb ell de bona part del gran grup. A conseqüència, Jasha Sütterlin va abandonar i nombrosos ciclistes van quedar lesionats de diversa envergadura. A manca de 7 quilòmetres, una altra caiguda massiva provocà el trencament del gran grup quan l'etapa ja estava llançada. En les primeres rampes del darrer port, Julian Alaphilippe atacà amb molta força, sense que ningú el pogués superar en l'arribada. Amb la victòria aconseguí també el liderat. Els grans favorits arribaren plegats a meta, vuit segons rere seu, amb l'excepció de Miguel Ángel López, que va perdre gairebé dos minuts. El català Marc Soler (Movistar) arribà a meta a més de 20 minuts perduts per culpa de les lesions patides en la primera gran caiguda del dia. Després de passar per l'hospital se li diagnosticaren tres fractures als braços que l'impediren prendre la sortida en la segona etapa.
| \| Classificació de l'etapa \| Classificació de l'etapa \| Classificació de l'etapa \| Classificació de l'etapa \| Classificació de l'etapa \| \| Corredor \| Corredor \| Equip \| Temps \| \| \| ------------------------ \| ------------------------ \| ------------------------ \| ------------------------ \| ------------------------ \| \| 1r \| Julian Alaphilippe \| Deceuninck-Quick Step \| 4h 39' 05" \| \| \| 2n \| Michael Matthews \| BikeExchange \| + 8" \| \| \| 3r \| Primož Roglič \| Jumbo-Visma \| + 8" \| \| \| 4t \| Jack Haig \| Bahrain Victorious \| + 8" \| \| \| 5è \| Wilco Kelderman \| Bora-Hansgrohe \| + 8" \| \| \| 6è \| Tadej Pogačar \| UAE Team Emirates \| + 8" \| \| \| 7è \| David Gaudu \| Groupama-FDJ \| + 8" \| \| \| 8è \| Sergio Higuita García \| EF Education-Nippo \| + 8" \| \| \| 9è \| Bauke Mollema \| Trek-Segafredo \| + 8" \| \| \| 10è \| Geraint Thomas \| Ineos Grenadiers \| + 8" \| \| |                       |                       |            |
| |                       |                       |            |
| Font: ProCyclingStats |                       |                       |            |
| Classificació de l'etapa |                       |                       |            |
| Corredor | Corredor              | Equip                 | Temps      |
| 1r | Julian Alaphilippe    | Deceuninck-Quick Step | 4h 39' 05" |
| 2n | Michael Matthews      | BikeExchange          | + 8"       |
| 3r | Primož Roglič         | Jumbo-Visma           | + 8"       |
| 4t | Jack Haig             | Bahrain Victorious    | + 8"       |
| 5è | Wilco Kelderman       | Bora-Hansgrohe        | + 8"       |
| 6è | Tadej Pogačar         | UAE Team Emirates     | + 8"       |
| 7è | David Gaudu           | Groupama-FDJ          | + 8"       |
| 8è | Sergio Higuita García | EF Education-Nippo    | + 8"       |
| 9è | Bauke Mollema         | Trek-Segafredo        | + 8"       |
| 10è | Geraint Thomas        | Ineos Grenadiers      | + 8"       |

| \| Classificació general \| Classificació general \| Classificació general \| Classificació general \| Classificació general \| \| Corredor \| Corredor \| Equip \| Temps \| \| \| --------------------- \| --------------------- \| --------------------- \| --------------------- \| --------------------- \| \| 1r \| Julian Alaphilippe \| Deceuninck-Quick Step \| 4h 38' 55" \| \| \| 2n \| Michael Matthews \| BikeExchange \| + 12" \| \| \| 3r \| Primož Roglič \| Jumbo-Visma \| + 14" \| \| \| 4t \| Jack Haig \| Bahrain Victorious \| + 18" \| \| \| 5è \| Wilco Kelderman \| Bora-Hansgrohe \| + 18" \| \| \| 6è \| Tadej Pogačar \| UAE Team Emirates \| + 18" \| \| \| 7è \| David Gaudu \| Groupama-FDJ \| + 18" \| \| \| 8è \| Sergio Higuita García \| EF Education-Nippo \| + 18" \| \| \| 9è \| Bauke Mollema \| Trek-Segafredo \| + 18" \| \| \| 10è \| Geraint Thomas \| Ineos Grenadiers \| + 18" \| \| |                       |                       |            |
| |                       |                       |            |
| Font: ProCyclingStats |                       |                       |            |
| Classificació general |                       |                       |            |
| Corredor | Corredor              | Equip                 | Temps      |
| 1r | Julian Alaphilippe    | Deceuninck-Quick Step | 4h 38' 55" |
| 2n | Michael Matthews      | BikeExchange          | + 12"      |
| 3r | Primož Roglič         | Jumbo-Visma           | + 14"      |
| 4t | Jack Haig             | Bahrain Victorious    | + 18"      |
| 5è | Wilco Kelderman       | Bora-Hansgrohe        | + 18"      |
| 6è | Tadej Pogačar         | UAE Team Emirates     | + 18"      |
| 7è | David Gaudu           | Groupama-FDJ          | + 18"      |
| 8è | Sergio Higuita García | EF Education-Nippo    | + 18"      |
| 9è | Bauke Mollema         | Trek-Segafredo        | + 18"      |
| 10è | Geraint Thomas        | Ineos Grenadiers      | + 18"      |

### Etapa 2
27 de juny de 2021. Perros-Guirec - Mûr-de-Bretagne. 183,5 km
Etapa similar a la del dia anterior, amb sis cotes a superar, quatre de quarta categoria i dues de tercera. Els primers 120 quilòmetres segueixen el litoral bretó. En aquest tram hi ha tres de les cotes de quarta: la Cota de Sainte-Barbe (900 metres al 6,6%), la Cota de Pordic (2,1 km al 3,2%) i la Cota de Saint-Brieuc (1 km a 8%). L'esprint intermedi es troba a Plouha (km 85). A partir de Saint-Brieuc el recorregut s'endinsa cap a l'interior, amb un terreny més costerut i un circuit pels voltants de Guerlédan, amb la cota de la vila de Mûr-de-Bretagne (1,6km al 4,1%) i dues ascensions al Mûr-de-Bretagne (2 km al 6,9%).
Després d'una desena de quilòmetres es forma una escapada formada per quatre ciclistes: Jonas Koch (Intermarché-Wanty-Gobert Matériaux), Simon Clarke (Qhubeka NextHash), Edward Theuns (Trek-Segafredo) i Anthony Perez (Cofidis). Poc després se'ls hi afegeix Ide Schelling (Bora-Hansgrohe) i Jérémy Cabot (TotalEnergies). Sempre controlats pel gran grup, no assoleixen diferències superiors als 4 minuts. Al pas per Saint-Brieuc Theuns ataca i sols és seguit de prop per Cabot. Plegats faran una cinquantena de quilòmetres fins que a l'entrada de Guerlédan Theuns ataqui. Aquest atac li servirà per coronar en solitari la cota de la vila de Mûr-de-Bretagne, però poc després serà neutralitzat pel gran grup. En el primer pas pel Mûr-de-Bretagne Mathieu van der Poel (Alpecin-Fenix) ataca de lluny, coronant el port en primera posició i bonificant vuit segons. Poc després de coronar és neutralitzat pels grans favorits del Tour, que esperen a ser absorbits pel grup perseguidor a l'espera de la segona ascensió. En la segona ascensió Mathieu van der Poel torna a atacar de lluny, sense que ningú el pugui seguir, per aconseguir la seva primera victòria d'etapa al Tour de França i, gràcies a les bonificacions, el liderat.
| \| Classificació de l'etapa \| Classificació de l'etapa \| Classificació de l'etapa \| Classificació de l'etapa \| Classificació de l'etapa \| \| Corredor \| Corredor \| Equip \| Temps \| \| \| ------------------------ \| ------------------------ \| ------------------------ \| ------------------------ \| ------------------------ \| \| 1r \| Mathieu van der Poel \| Alpecin-Fenix \| 4h 18' 30" \| \| \| 2n \| Tadej Pogačar \| UAE Team Emirates \| + 6" \| \| \| 3r \| Primož Roglič \| Jumbo-Visma \| + 6" \| \| \| 4t \| Wilco Kelderman \| Bora-Hansgrohe \| + 6" \| \| \| 5è \| Julian Alaphilippe \| Deceuninck-Quick Step \| + 8" \| \| \| 6è \| Bauke Mollema \| Trek-Segafredo \| + 8" \| \| \| 7è \| Jonas Vingegaard \| Jumbo-Visma \| + 8" \| \| \| 8è \| Sergio Higuita García \| EF Education-Nippo \| + 8" \| \| \| 9è \| Pierre Latour \| TotalEnergies \| + 8" \| \| \| 10è \| Jack Haig \| Bahrain Victorious \| + 8" \| \| |                       |                       |            |
| |                       |                       |            |
| Font: ProCyclingStats |                       |                       |            |
| Classificació de l'etapa |                       |                       |            |
| Corredor | Corredor              | Equip                 | Temps      |
| 1r | Mathieu van der Poel  | Alpecin-Fenix         | 4h 18' 30" |
| 2n | Tadej Pogačar         | UAE Team Emirates     | + 6"       |
| 3r | Primož Roglič         | Jumbo-Visma           | + 6"       |
| 4t | Wilco Kelderman       | Bora-Hansgrohe        | + 6"       |
| 5è | Julian Alaphilippe    | Deceuninck-Quick Step | + 8"       |
| 6è | Bauke Mollema         | Trek-Segafredo        | + 8"       |
| 7è | Jonas Vingegaard      | Jumbo-Visma           | + 8"       |
| 8è | Sergio Higuita García | EF Education-Nippo    | + 8"       |
| 9è | Pierre Latour         | TotalEnergies         | + 8"       |
| 10è | Jack Haig             | Bahrain Victorious    | + 8"       |

| \| Classificació general \| Classificació general \| Classificació general \| Classificació general \| Classificació general \| \| Corredor \| Corredor \| Equip \| Temps \| \| \| --------------------- \| --------------------- \| --------------------- \| --------------------- \| --------------------- \| \| 1r \| Mathieu van der Poel \| Alpecin-Fenix \| 8h 57' 25" \| \| \| 2n \| Julian Alaphilippe \| Deceuninck-Quick Step \| + 8" \| \| \| 3r \| Tadej Pogačar \| UAE Team Emirates \| + 13" \| \| \| 4t \| Primož Roglič \| Jumbo-Visma \| + 14" \| \| \| 5è \| Wilco Kelderman \| Bora-Hansgrohe \| + 24" \| \| \| 6è \| Jack Haig \| Bahrain Victorious \| + 26" \| \| \| 7è \| Bauke Mollema \| Trek-Segafredo \| + 26" \| \| \| 8è \| Sergio Higuita García \| EF Education-Nippo \| + 26" \| \| \| 9è \| Jonas Vingegaard \| Jumbo-Visma \| + 26" \| \| \| 10è \| David Gaudu \| Groupama-FDJ \| + 26" \| \| |                       |                       |            |
| |                       |                       |            |
| Font: ProCyclingStats |                       |                       |            |
| Classificació general |                       |                       |            |
| Corredor | Corredor              | Equip                 | Temps      |
| 1r | Mathieu van der Poel  | Alpecin-Fenix         | 8h 57' 25" |
| 2n | Julian Alaphilippe    | Deceuninck-Quick Step | + 8"       |
| 3r | Tadej Pogačar         | UAE Team Emirates     | + 13"      |
| 4t | Primož Roglič         | Jumbo-Visma           | + 14"      |
| 5è | Wilco Kelderman       | Bora-Hansgrohe        | + 24"      |
| 6è | Jack Haig             | Bahrain Victorious    | + 26"      |
| 7è | Bauke Mollema         | Trek-Segafredo        | + 26"      |
| 8è | Sergio Higuita García | EF Education-Nippo    | + 26"      |
| 9è | Jonas Vingegaard      | Jumbo-Visma           | + 26"      |
| 10è | David Gaudu           | Groupama-FDJ          | + 26"      |

### Etapa 3
28 de juny de 2021. An Oriant - Pontivy. 182,9 km
Etapa bàsicament plana, amb tan sols dues petites cotes de quarta categoria a superar al km 91 i 149.
L'escapada del dia la conformen cinc ciclistes: Jelle Wallays (Cofidis), Cyril Barthe i Maxime Chevalier (B&B Hotels p/b KTM), Ide Schelling (Bora-Hansgrohe) i Michael Schär (AG2R Citroën). En els quilòmetres inicials Geraint Thomas (INEOS Grenadiers) i Robert Gesink (Jumbo-Visma) pateixen una caiguda. Gesink abandona, mentre Thomas continua en cursa després que el metge del Tour li posés a lloc l'espatlla. En la primera cota Ide Schelling recupera el mallot de la muntanya i poc després es despenja dels escapats. En els darrers quilòmetres es van produir noves caigudes. La més destacada fou la de Primož Roglič, a 10 km de la meta, que li va fer perdre 1 minut 21 segons respecte a la resta de favorits. A sis quilòmetres de l'arribada van caure Arnaud Démare i Jack Haig, que es veu obligat a abandonar. Poc abans l'escapada havia estat neutralitzada. En l'esprint final, en un petit grup de tan sols vint ciclistes, Caleb Ewan també cau i arrossega amb ell a Peter Sagan a terra. El vencedor de l'etapa fou Tim Merlier (Alpecin Fenix), company d'equip del líder Mathieu van der Poel, que conserva el liderat.
| \| Classificació de l'etapa \| Classificació de l'etapa \| Classificació de l'etapa \| Classificació de l'etapa \| Classificació de l'etapa \| \| Corredor \| Corredor \| Equip \| Temps \| \| \| ------------------------ \| ------------------------ \| ------------------------ \| ------------------------ \| ------------------------ \| \| 1r \| Tim Merlier \| Alpecin-Fenix \| 4h 01' 28" \| \| \| 2n \| Jasper Philipsen \| Alpecin-Fenix \| + 0" \| \| \| 3r \| Nacer Bouhanni \| Arkéa-Samsic \| + 0" \| \| \| 4t \| Davide Ballerini \| Deceuninck-Quick Step \| + 0" \| \| \| 5è \| Sonny Colbrelli \| Bahrain Victorious \| + 0" \| \| \| 6è \| Julian Alaphilippe \| Deceuninck-Quick Step \| + 0" \| \| \| 7è \| Mathieu van der Poel \| Alpecin-Fenix \| + 0" \| \| \| 8è \| Cees Bol \| Team DSM \| + 0" \| \| \| 9è \| Anthony Turgis \| TotalEnergies \| + 0" \| \| \| 10è \| Max Walscheid \| Qhubeka NextHash \| + 0" \| \| |                      |                       |            |
| |                      |                       |            |
| Font: ProCyclingStats |                      |                       |            |
| Classificació de l'etapa |                      |                       |            |
| Corredor | Corredor             | Equip                 | Temps      |
| 1r | Tim Merlier          | Alpecin-Fenix         | 4h 01' 28" |
| 2n | Jasper Philipsen     | Alpecin-Fenix         | + 0"       |
| 3r | Nacer Bouhanni       | Arkéa-Samsic          | + 0"       |
| 4t | Davide Ballerini     | Deceuninck-Quick Step | + 0"       |
| 5è | Sonny Colbrelli      | Bahrain Victorious    | + 0"       |
| 6è | Julian Alaphilippe   | Deceuninck-Quick Step | + 0"       |
| 7è | Mathieu van der Poel | Alpecin-Fenix         | + 0"       |
| 8è | Cees Bol             | Team DSM              | + 0"       |
| 9è | Anthony Turgis       | TotalEnergies         | + 0"       |
| 10è | Max Walscheid        | Qhubeka NextHash      | + 0"       |

| \| Classificació general \| Classificació general \| Classificació general \| Classificació general \| Classificació general \| \| Corredor \| Corredor \| Equip \| Temps \| \| \| --------------------- \| -------------------------- \| --------------------- \| --------------------- \| --------------------- \| \| 1r \| Mathieu van der Poel \| Alpecin-Fenix \| 12h 58' 53" \| \| \| 2n \| Julian Alaphilippe \| Deceuninck-Quick Step \| + 8" \| \| \| 3r \| Richard Carapaz Montenegro \| Ineos Grenadiers \| + 31" \| \| \| 4t \| Wout van Aert \| Jumbo-Visma \| + 31" \| \| \| 5è \| Wilco Kelderman \| Bora-Hansgrohe \| + 38" \| \| \| 6è \| Tadej Pogačar \| UAE Team Emirates \| + 39" \| \| \| 7è \| Enric Mas Nicolau \| Movistar Team \| + 40" \| \| \| 8è \| Nairo Quintana Rojas \| Arkéa-Samsic \| + 40" \| \| \| 9è \| Pierre Latour \| TotalEnergies \| + 45" \| \| \| 10è \| Sergio Higuita García \| EF Education-Nippo \| + 52" \| \| |                            |                       |             |
| |                            |                       |             |
| Font: ProCyclingStats |                            |                       |             |
| Classificació general |                            |                       |             |
| Corredor | Corredor                   | Equip                 | Temps       |
| 1r | Mathieu van der Poel       | Alpecin-Fenix         | 12h 58' 53" |
| 2n | Julian Alaphilippe         | Deceuninck-Quick Step | + 8"        |
| 3r | Richard Carapaz Montenegro | Ineos Grenadiers      | + 31"       |
| 4t | Wout van Aert              | Jumbo-Visma           | + 31"       |
| 5è | Wilco Kelderman            | Bora-Hansgrohe        | + 38"       |
| 6è | Tadej Pogačar              | UAE Team Emirates     | + 39"       |
| 7è | Enric Mas Nicolau          | Movistar Team         | + 40"       |
| 8è | Nairo Quintana Rojas       | Arkéa-Samsic          | + 40"       |
| 9è | Pierre Latour              | TotalEnergies         | + 45"       |
| 10è | Sergio Higuita García      | EF Education-Nippo    | + 52"       |

### Etapa 4
29 de juny de 2021. Redon - Fougères. 150,4 km
Etapa plana, sense cap dificultat muntanyosa a superar.
L'etapa començà amb una plantada dels ciclistes per protestar per perillositat dels recorreguts de les etapes prèvies. Pierre-Luc Périchon i Brent Van Moer van protagonitzar l'escapada del dia i Van Moer no va ser neutralitzat fins a manca de tan sols 200 metres de l'arribada. En l'esprint final el vencedor fou el Mark Cavendish, que d'aquesta manera aconseguia la seva 31a victòria d'etapa, cinc anys després de la darrera guanyada i situant-se a tan sols 3 etapes del rècord d'Eddy Merckx.
| \| Classificació de l'etapa \| Classificació de l'etapa \| Classificació de l'etapa \| Classificació de l'etapa \| Classificació de l'etapa \| \| Corredor \| Corredor \| Equip \| Temps \| \| \| ------------------------ \| ------------------------ \| ---------------------------------- \| ------------------------ \| ------------------------ \| \| 1r \| Mark Cavendish \| Deceuninck-Quick Step \| 3h 20' 17" \| \| \| 2n \| Nacer Bouhanni \| Arkéa-Samsic \| + 0" \| \| \| 3r \| Jasper Philipsen \| Alpecin-Fenix \| + 0" \| \| \| 4t \| Michael Matthews \| BikeExchange \| + 0" \| \| \| 5è \| Peter Sagan \| Bora-Hansgrohe \| + 0" \| \| \| 6è \| Cees Bol \| Team DSM \| + 0" \| \| \| 7è \| Christophe Laporte \| Cofidis \| + 0" \| \| \| 8è \| Mads Pedersen \| Trek-Segafredo \| + 0" \| \| \| 9è \| Boy van Poppel \| Intermarché-Wanty-Gobert Matériaux \| + 0" \| \| \| 10è \| André Greipel \| Israel Start-Up Nation \| + 0" \| \| |                    |                                    |            |
| |                    |                                    |            |
| Font: ProCyclingStats |                    |                                    |            |
| Classificació de l'etapa |                    |                                    |            |
| Corredor | Corredor           | Equip                              | Temps      |
| 1r | Mark Cavendish     | Deceuninck-Quick Step              | 3h 20' 17" |
| 2n | Nacer Bouhanni     | Arkéa-Samsic                       | + 0"       |
| 3r | Jasper Philipsen   | Alpecin-Fenix                      | + 0"       |
| 4t | Michael Matthews   | BikeExchange                       | + 0"       |
| 5è | Peter Sagan        | Bora-Hansgrohe                     | + 0"       |
| 6è | Cees Bol           | Team DSM                           | + 0"       |
| 7è | Christophe Laporte | Cofidis                            | + 0"       |
| 8è | Mads Pedersen      | Trek-Segafredo                     | + 0"       |
| 9è | Boy van Poppel     | Intermarché-Wanty-Gobert Matériaux | + 0"       |
| 10è | André Greipel      | Israel Start-Up Nation             | + 0"       |

| \| Classificació general \| Classificació general \| Classificació general \| Classificació general \| Classificació general \| \| Corredor \| Corredor \| Equip \| Temps \| \| \| --------------------- \| -------------------------- \| --------------------- \| --------------------- \| --------------------- \| \| 1r \| Mathieu van der Poel \| Alpecin-Fenix \| 16h 19' 10" \| \| \| 2n \| Julian Alaphilippe \| Deceuninck-Quick Step \| + 8" \| \| \| 3r \| Richard Carapaz Montenegro \| Ineos Grenadiers \| + 31" \| \| \| 4t \| Wout van Aert \| Jumbo-Visma \| + 31" \| \| \| 5è \| Wilco Kelderman \| Bora-Hansgrohe \| + 38" \| \| \| 6è \| Tadej Pogačar \| UAE Team Emirates \| + 39" \| \| \| 7è \| Enric Mas Nicolau \| Movistar Team \| + 40" \| \| \| 8è \| Nairo Quintana Rojas \| Arkéa-Samsic \| + 40" \| \| \| 9è \| Pierre Latour \| TotalEnergies \| + 45" \| \| \| 10è \| David Gaudu \| Groupama-FDJ \| + 52" \| \| |                            |                       |             |
| |                            |                       |             |
| Font: ProCyclingStats |                            |                       |             |
| Classificació general |                            |                       |             |
| Corredor | Corredor                   | Equip                 | Temps       |
| 1r | Mathieu van der Poel       | Alpecin-Fenix         | 16h 19' 10" |
| 2n | Julian Alaphilippe         | Deceuninck-Quick Step | + 8"        |
| 3r | Richard Carapaz Montenegro | Ineos Grenadiers      | + 31"       |
| 4t | Wout van Aert              | Jumbo-Visma           | + 31"       |
| 5è | Wilco Kelderman            | Bora-Hansgrohe        | + 38"       |
| 6è | Tadej Pogačar              | UAE Team Emirates     | + 39"       |
| 7è | Enric Mas Nicolau          | Movistar Team         | + 40"       |
| 8è | Nairo Quintana Rojas       | Arkéa-Samsic          | + 40"       |
| 9è | Pierre Latour              | TotalEnergies         | + 45"       |
| 10è | David Gaudu                | Groupama-FDJ          | + 52"       |

### Etapa 5
30 de juny de 2021. Changé - Laval. 27,2 km (CRI)
Primera de les dues contrarellotge individuals d'aquesta edició del Tour, amb un recorregut totalment pla.
El vigent campió del Tour, Tadej Pogačar (UAE Team Emirates) fou el clar vencedor de l'etapa, amb 19" sobre el segon classificat, Stefan Küng (Groupama-FDJ). Mathieu van der Poel (Alpecin Fenix) conservà el liderat per tan sols 8". Primož Roglič ha perdut 44", Alexey Lutsenko un minut i Richard Carapaz, 1'44", quedant tots ells a més d'un minut i mig de Pogačar en la classificació general.
| \| Classificació de l'etapa \| Classificació de l'etapa \| Classificació de l'etapa \| Classificació de l'etapa \| Classificació de l'etapa \| \| Corredor \| Corredor \| Equip \| Temps \| \| \| ------------------------ \| ------------------------ \| ------------------------ \| ------------------------ \| ------------------------ \| \| 1r \| Tadej Pogačar \| UAE Team Emirates \| 32' 00" \| \| \| 2n \| Stefan Küng \| Groupama-FDJ \| + 19" \| \| \| 3r \| Jonas Vingegaard \| Jumbo-Visma \| + 27" \| \| \| 4t \| Wout van Aert \| Jumbo-Visma \| + 30" \| \| \| 5è \| Mathieu van der Poel \| Alpecin-Fenix \| + 31" \| \| \| 6è \| Kasper Asgreen \| Deceuninck-Quick Step \| + 37" \| \| \| 7è \| Primož Roglič \| Jumbo-Visma \| + 44" \| \| \| 8è \| Mattia Cattaneo \| Deceuninck-Quick Step \| + 55" \| \| \| 9è \| Richie Porte \| Ineos Grenadiers \| + 55" \| \| \| 10è \| Aleksei Lutsenko \| Astana-Premier Tech \| + 1' 00" \| \| |                      |                       |          |
| |                      |                       |          |
| Font: ProCyclingStats |                      |                       |          |
| Classificació de l'etapa |                      |                       |          |
| Corredor | Corredor             | Equip                 | Temps    |
| 1r | Tadej Pogačar        | UAE Team Emirates     | 32' 00"  |
| 2n | Stefan Küng          | Groupama-FDJ          | + 19"    |
| 3r | Jonas Vingegaard     | Jumbo-Visma           | + 27"    |
| 4t | Wout van Aert        | Jumbo-Visma           | + 30"    |
| 5è | Mathieu van der Poel | Alpecin-Fenix         | + 31"    |
| 6è | Kasper Asgreen       | Deceuninck-Quick Step | + 37"    |
| 7è | Primož Roglič        | Jumbo-Visma           | + 44"    |
| 8è | Mattia Cattaneo      | Deceuninck-Quick Step | + 55"    |
| 9è | Richie Porte         | Ineos Grenadiers      | + 55"    |
| 10è | Aleksei Lutsenko     | Astana-Premier Tech   | + 1' 00" |

| \| Classificació general \| Classificació general \| Classificació general \| Classificació general \| Classificació general \| \| Corredor \| Corredor \| Equip \| Temps \| \| \| --------------------- \| -------------------------- \| --------------------- \| --------------------- \| --------------------- \| \| 1r \| Mathieu van der Poel \| Alpecin-Fenix \| 16h 51' 41" \| \| \| 2n \| Tadej Pogačar \| UAE Team Emirates \| + 8" \| \| \| 3r \| Wout van Aert \| Jumbo-Visma \| + 30" \| \| \| 4t \| Julian Alaphilippe \| Deceuninck-Quick Step \| + 48" \| \| \| 5è \| Aleksei Lutsenko \| Astana-Premier Tech \| + 1' 21" \| \| \| 6è \| Pierre Latour \| TotalEnergies \| + 1' 28" \| \| \| 7è \| Rigoberto Urán \| EF Education-Nippo \| + 1' 29" \| \| \| 8è \| Jonas Vingegaard \| Jumbo-Visma \| + 1' 43" \| \| \| 9è \| Richard Carapaz Montenegro \| Ineos Grenadiers \| + 1' 44" \| \| \| 10è \| Primož Roglič \| Jumbo-Visma \| + 1' 48" \| \| |                            |                       |             |
| |                            |                       |             |
| Font: ProCyclingStats |                            |                       |             |
| Classificació general |                            |                       |             |
| Corredor | Corredor                   | Equip                 | Temps       |
| 1r | Mathieu van der Poel       | Alpecin-Fenix         | 16h 51' 41" |
| 2n | Tadej Pogačar              | UAE Team Emirates     | + 8"        |
| 3r | Wout van Aert              | Jumbo-Visma           | + 30"       |
| 4t | Julian Alaphilippe         | Deceuninck-Quick Step | + 48"       |
| 5è | Aleksei Lutsenko           | Astana-Premier Tech   | + 1' 21"    |
| 6è | Pierre Latour              | TotalEnergies         | + 1' 28"    |
| 7è | Rigoberto Urán             | EF Education-Nippo    | + 1' 29"    |
| 8è | Jonas Vingegaard           | Jumbo-Visma           | + 1' 43"    |
| 9è | Richard Carapaz Montenegro | Ineos Grenadiers      | + 1' 44"    |
| 10è | Primož Roglič              | Jumbo-Visma           | + 1' 48"    |

### Etapa 6
1 de juliol de 2021. Tours - Châteauroux. 160,6 km
Etapa plana, amb una sola cota de quarta categoria al km 72.

L'escapada del dia va ser formada per Greg Van Avermaet i Roger Kluge, que van estar controlats en tot moment pel gran grup. L'etapa es va decidir a l'esprint, on Mark Cavendish tornà a demostrar ser el més ràpid. Amb aquesta victòria se situa a tan sols dues victòries del rècord d'Eddy Merckx.
| \| Classificació de l'etapa \| Classificació de l'etapa \| Classificació de l'etapa \| Classificació de l'etapa \| Classificació de l'etapa \| \| Corredor \| Corredor \| Equip \| Temps \| \| \| ------------------------ \| ------------------------ \| ------------------------ \| ------------------------ \| ------------------------ \| \| 1r \| Mark Cavendish \| Deceuninck-Quick Step \| 3h 17' 36" \| \| \| 2n \| Jasper Philipsen \| Alpecin-Fenix \| + 0" \| \| \| 3r \| Nacer Bouhanni \| Arkéa-Samsic \| + 0" \| \| \| 4t \| Arnaud Démare \| Groupama-FDJ \| + 0" \| \| \| 5è \| Peter Sagan \| Bora-Hansgrohe \| + 0" \| \| \| 6è \| Cees Bol \| Team DSM \| + 0" \| \| \| 7è \| Tim Merlier \| Alpecin-Fenix \| + 0" \| \| \| 8è \| Wout van Aert \| Jumbo-Visma \| + 0" \| \| \| 9è \| Michael Matthews \| BikeExchange \| + 0" \| \| \| 10è \| Mads Pedersen \| Trek-Segafredo \| + 0" \| \| |                  |                       |            |
| |                  |                       |            |
| Font: ProCyclingStats |                  |                       |            |
| Classificació de l'etapa |                  |                       |            |
| Corredor | Corredor         | Equip                 | Temps      |
| 1r | Mark Cavendish   | Deceuninck-Quick Step | 3h 17' 36" |
| 2n | Jasper Philipsen | Alpecin-Fenix         | + 0"       |
| 3r | Nacer Bouhanni   | Arkéa-Samsic          | + 0"       |
| 4t | Arnaud Démare    | Groupama-FDJ          | + 0"       |
| 5è | Peter Sagan      | Bora-Hansgrohe        | + 0"       |
| 6è | Cees Bol         | Team DSM              | + 0"       |
| 7è | Tim Merlier      | Alpecin-Fenix         | + 0"       |
| 8è | Wout van Aert    | Jumbo-Visma           | + 0"       |
| 9è | Michael Matthews | BikeExchange          | + 0"       |
| 10è | Mads Pedersen    | Trek-Segafredo        | + 0"       |

| \| Classificació general \| Classificació general \| Classificació general \| Classificació general \| Classificació general \| \| Corredor \| Corredor \| Equip \| Temps \| \| \| --------------------- \| -------------------------- \| --------------------- \| --------------------- \| --------------------- \| \| 1r \| Mathieu van der Poel \| Alpecin-Fenix \| 20h 09' 17" \| \| \| 2n \| Tadej Pogačar \| UAE Team Emirates \| + 8" \| \| \| 3r \| Wout van Aert \| Jumbo-Visma \| + 30" \| \| \| 4t \| Julian Alaphilippe \| Deceuninck-Quick Step \| + 48" \| \| \| 5è \| Aleksei Lutsenko \| Astana-Premier Tech \| + 1' 21" \| \| \| 6è \| Pierre Latour \| TotalEnergies \| + 1' 28" \| \| \| 7è \| Rigoberto Urán \| EF Education-Nippo \| + 1' 29" \| \| \| 8è \| Jonas Vingegaard \| Jumbo-Visma \| + 1' 43" \| \| \| 9è \| Richard Carapaz Montenegro \| Ineos Grenadiers \| + 1' 44" \| \| \| 10è \| Primož Roglič \| Jumbo-Visma \| + 1' 48" \| \| |                            |                       |             |
| |                            |                       |             |
| Font: ProCyclingStats |                            |                       |             |
| Classificació general |                            |                       |             |
| Corredor | Corredor                   | Equip                 | Temps       |
| 1r | Mathieu van der Poel       | Alpecin-Fenix         | 20h 09' 17" |
| 2n | Tadej Pogačar              | UAE Team Emirates     | + 8"        |
| 3r | Wout van Aert              | Jumbo-Visma           | + 30"       |
| 4t | Julian Alaphilippe         | Deceuninck-Quick Step | + 48"       |
| 5è | Aleksei Lutsenko           | Astana-Premier Tech   | + 1' 21"    |
| 6è | Pierre Latour              | TotalEnergies         | + 1' 28"    |
| 7è | Rigoberto Urán             | EF Education-Nippo    | + 1' 29"    |
| 8è | Jonas Vingegaard           | Jumbo-Visma           | + 1' 43"    |
| 9è | Richard Carapaz Montenegro | Ineos Grenadiers      | + 1' 44"    |
| 10è | Primož Roglič              | Jumbo-Visma           | + 1' 48"    |

### Etapa 7
2 de juliol de 2021. Vierzon - Le Creusot. 249,1 km
Etapa més llarga de la present edició i dels darrers 21 anys de cursa. Consta de dues parts ben diferenciades. Els primers 150 km són bàsicament plans, mentre en els darrers 90 km els ciclistes hauran de superar dues cotes de quarta categoria, dues de tercera i el primer port de segona d'aquesta edició, que es corona a manca de 18 km per l'arribada.
L'etapa es va disputar a molt alta velocitat des del seu inici. En l'escapada del dia hi van formar part 29 ciclistes. Entre els escapats destaca la presència del líder, Mathieu van der Poel, però també la de Wout Van Aert, Kasper Asgreen, Magnus Cort Nielsen, Jasper Stuyven i Matej Mohorič, clar vencedor de l'etapa. Entre els favorits destaca l'atac de Richard Carapaz en els darrers quilòmetres i els més de nou minuts perduts per Primoz Roglic, afectat per la caiguda de dies abans.
| \| Classificació de l'etapa \| Classificació de l'etapa \| Classificació de l'etapa \| Classificació de l'etapa \| Classificació de l'etapa \| \| Corredor \| Corredor \| Equip \| Temps \| \| \| ------------------------ \| ------------------------ \| ------------------------ \| ------------------------ \| ------------------------ \| \| 1r \| Matej Mohorič \| Bahrain Victorious \| 5h 28' 20" \| \| \| 2n \| Jasper Stuyven \| Trek-Segafredo \| + 1' 20" \| \| \| 3r \| Magnus Cort Nielsen \| EF Education-Nippo \| + 1' 40" \| \| \| 4t \| Mathieu van der Poel \| Alpecin-Fenix \| + 1' 40" \| \| \| 5è \| Kasper Asgreen \| Deceuninck-Quick Step \| + 1' 40" \| \| \| 6è \| Franck Bonnamour \| B&B Hotels p/b KTM \| + 1' 40" \| \| \| 7è \| Patrick Konrad \| Bora-Hansgrohe \| + 1' 40" \| \| \| 8è \| Wout van Aert \| Jumbo-Visma \| + 1' 40" \| \| \| 9è \| Brent Van Moer \| Lotto-Soudal \| + 1' 44" \| \| \| 10è \| Dorian Godon \| AG2R Citroën Team \| + 2' 45" \| \| |                      |                       |            |
| |                      |                       |            |
| Font: ProCyclingStats |                      |                       |            |
| Classificació de l'etapa |                      |                       |            |
| Corredor | Corredor             | Equip                 | Temps      |
| 1r | Matej Mohorič        | Bahrain Victorious    | 5h 28' 20" |
| 2n | Jasper Stuyven       | Trek-Segafredo        | + 1' 20"   |
| 3r | Magnus Cort Nielsen  | EF Education-Nippo    | + 1' 40"   |
| 4t | Mathieu van der Poel | Alpecin-Fenix         | + 1' 40"   |
| 5è | Kasper Asgreen       | Deceuninck-Quick Step | + 1' 40"   |
| 6è | Franck Bonnamour     | B&B Hotels p/b KTM    | + 1' 40"   |
| 7è | Patrick Konrad       | Bora-Hansgrohe        | + 1' 40"   |
| 8è | Wout van Aert        | Jumbo-Visma           | + 1' 40"   |
| 9è | Brent Van Moer       | Lotto-Soudal          | + 1' 44"   |
| 10è | Dorian Godon         | AG2R Citroën Team     | + 2' 45"   |

| \| Classificació general \| Classificació general \| Classificació general \| Classificació general \| Classificació general \| \| Corredor \| Corredor \| Equip \| Temps \| \| \| --------------------- \| --------------------- \| --------------------- \| --------------------- \| --------------------- \| \| 1r \| Mathieu van der Poel \| Alpecin-Fenix \| 25h 39' 17" \| \| \| 2n \| Wout van Aert \| Jumbo-Visma \| + 30" \| \| \| 3r \| Kasper Asgreen \| Deceuninck-Quick Step \| + 1' 49" \| \| \| 4t \| Matej Mohorič \| Bahrain Victorious \| + 3' 01" \| \| \| 5è \| Tadej Pogačar \| UAE Team Emirates \| + 3' 43" \| \| \| 6è \| Vincenzo Nibali \| Trek-Segafredo \| + 4' 12" \| \| \| 7è \| Julian Alaphilippe \| Deceuninck-Quick Step \| + 4' 23" \| \| \| 8è \| Aleksei Lutsenko \| Astana-Premier Tech \| + 4' 56" \| \| \| 9è \| Pierre Latour \| TotalEnergies \| + 5' 03" \| \| \| 10è \| Rigoberto Urán \| EF Education-Nippo \| + 5' 04" \| \| |                      |                       |             |
| |                      |                       |             |
| Font: ProCyclingStats |                      |                       |             |
| Classificació general |                      |                       |             |
| Corredor | Corredor             | Equip                 | Temps       |
| 1r | Mathieu van der Poel | Alpecin-Fenix         | 25h 39' 17" |
| 2n | Wout van Aert        | Jumbo-Visma           | + 30"       |
| 3r | Kasper Asgreen       | Deceuninck-Quick Step | + 1' 49"    |
| 4t | Matej Mohorič        | Bahrain Victorious    | + 3' 01"    |
| 5è | Tadej Pogačar        | UAE Team Emirates     | + 3' 43"    |
| 6è | Vincenzo Nibali      | Trek-Segafredo        | + 4' 12"    |
| 7è | Julian Alaphilippe   | Deceuninck-Quick Step | + 4' 23"    |
| 8è | Aleksei Lutsenko     | Astana-Premier Tech   | + 4' 56"    |
| 9è | Pierre Latour        | TotalEnergies         | + 5' 03"    |
| 10è | Rigoberto Urán       | EF Education-Nippo    | + 5' 04"    |

### Etapa 8
3 de juliol de 2021. Oyonnax - Le Grand-Bornand. 150,8 km
Primera etapa d'alta muntanya de la present edició pels contraforts dels Alps. De sortida hi ha una ascensió no puntuable de 5km al 6,6% de desnivell per tot seguit afrontar una cota de tercera, una de quarta i tres ports de primera, Mont-Saxonnex (km 104, 5,7 km al 8,3 %), el coll de Romme (km 122,1, 8,8 km al 8,9 %) i el coll de la Colombière (km 136,1 7,5 km al 8,5 %).
| \| Classificació de l'etapa \| Classificació de l'etapa \| Classificació de l'etapa \| Classificació de l'etapa \| Classificació de l'etapa \| \| Corredor \| Corredor \| Equip \| Temps \| \| \| ------------------------ \| ------------------------ \| ------------------------ \| ------------------------ \| ------------------------ \| \| 1r \| Dylan Teuns \| Bahrain Victorious \| 3h 54' 41" \| \| \| 2n \| Ion Izagirre Insausti \| Astana-Premier Tech \| + 44" \| \| \| 3r \| Michael Woods \| Israel Start-Up Nation \| + 47" \| \| \| 4t \| Tadej Pogačar \| UAE Team Emirates \| + 49" \| \| \| 5è \| Wout Poels \| Bahrain Victorious \| + 2' 33" \| \| \| 6è \| Simon Yates \| BikeExchange \| + 2' 43" \| \| \| 7è \| Aurélien Paret-Peintre \| AG2R Citroën Team \| + 3' 03" \| \| \| 8è \| Guillaume Martin \| Cofidis \| + 3' 03" \| \| \| 9è \| Mattia Cattaneo \| Deceuninck-Quick Step \| + 4' 07" \| \| \| 10è \| Jonas Vingegaard \| Jumbo-Visma \| + 4' 09" \| \| |                        |                        |            |
| |                        |                        |            |
| Font: ProCyclingStats |                        |                        |            |
| Classificació de l'etapa |                        |                        |            |
| Corredor | Corredor               | Equip                  | Temps      |
| 1r | Dylan Teuns            | Bahrain Victorious     | 3h 54' 41" |
| 2n | Ion Izagirre Insausti  | Astana-Premier Tech    | + 44"      |
| 3r | Michael Woods          | Israel Start-Up Nation | + 47"      |
| 4t | Tadej Pogačar          | UAE Team Emirates      | + 49"      |
| 5è | Wout Poels             | Bahrain Victorious     | + 2' 33"   |
| 6è | Simon Yates            | BikeExchange           | + 2' 43"   |
| 7è | Aurélien Paret-Peintre | AG2R Citroën Team      | + 3' 03"   |
| 8è | Guillaume Martin       | Cofidis                | + 3' 03"   |
| 9è | Mattia Cattaneo        | Deceuninck-Quick Step  | + 4' 07"   |
| 10è | Jonas Vingegaard       | Jumbo-Visma            | + 4' 09"   |

| \| Classificació general \| Classificació general \| Classificació general \| Classificació general \| Classificació general \| \| Corredor \| Corredor \| Equip \| Temps \| \| \| --------------------- \| ----------------------------- \| --------------------- \| --------------------- \| --------------------- \| \| 1r \| Tadej Pogačar \| UAE Team Emirates \| 29h 38' 25" \| \| \| 2n \| Wout van Aert \| Jumbo-Visma \| + 1' 48" \| \| \| 3r \| Aleksei Lutsenko \| Astana-Premier Tech \| + 4' 38" \| \| \| 4t \| Rigoberto Urán \| EF Education-Nippo \| + 4' 46" \| \| \| 5è \| Jonas Vingegaard \| Jumbo-Visma \| + 5' 00" \| \| \| 6è \| Richard Carapaz Montenegro \| Ineos Grenadiers \| + 5' 01" \| \| \| 7è \| Wilco Kelderman \| Bora-Hansgrohe \| + 5' 13" \| \| \| 8è \| Enric Mas Nicolau \| Movistar Team \| + 5' 15" \| \| \| 9è \| David Gaudu \| Groupama-FDJ \| + 5' 52" \| \| \| 10è \| Peio Bilbao López de Armentia \| Bahrain Victorious \| + 6' 41" \| \| |                               |                     |             |
| |                               |                     |             |
| Font: ProCyclingStats |                               |                     |             |
| Classificació general |                               |                     |             |
| Corredor | Corredor                      | Equip               | Temps       |
| 1r | Tadej Pogačar                 | UAE Team Emirates   | 29h 38' 25" |
| 2n | Wout van Aert                 | Jumbo-Visma         | + 1' 48"    |
| 3r | Aleksei Lutsenko              | Astana-Premier Tech | + 4' 38"    |
| 4t | Rigoberto Urán                | EF Education-Nippo  | + 4' 46"    |
| 5è | Jonas Vingegaard              | Jumbo-Visma         | + 5' 00"    |
| 6è | Richard Carapaz Montenegro    | Ineos Grenadiers    | + 5' 01"    |
| 7è | Wilco Kelderman               | Bora-Hansgrohe      | + 5' 13"    |
| 8è | Enric Mas Nicolau             | Movistar Team       | + 5' 15"    |
| 9è | David Gaudu                   | Groupama-FDJ        | + 5' 52"    |
| 10è | Peio Bilbao López de Armentia | Bahrain Victorious  | + 6' 41"    |

### Etapa 9
4 de juliol de 2021. Cluses - Tignes. 144,9 km
| \| Classificació de l'etapa \| Classificació de l'etapa \| Classificació de l'etapa \| Classificació de l'etapa \| Classificació de l'etapa \| \| Corredor \| Corredor \| Equip \| Temps \| \| \| ------------------------ \| -------------------------- \| ------------------------ \| ------------------------ \| ------------------------ \| \| 1r \| Ben O'Connor \| AG2R Citroën Team \| 4h 26' 43" \| \| \| 2n \| Mattia Cattaneo \| Deceuninck-Quick Step \| + 5' 07" \| \| \| 3r \| Sonny Colbrelli \| Bahrain Victorious \| + 5' 34" \| \| \| 4t \| Guillaume Martin \| Cofidis \| + 5' 36" \| \| \| 5è \| Franck Bonnamour \| B&B Hotels p/b KTM \| + 6' 02" \| \| \| 6è \| Tadej Pogačar \| UAE Team Emirates \| + 6' 02" \| \| \| 7è \| Richard Carapaz Montenegro \| Ineos Grenadiers \| + 6' 34" \| \| \| 8è \| Jonas Vingegaard \| Jumbo-Visma \| + 6' 34" \| \| \| 9è \| Enric Mas Nicolau \| Movistar Team \| + 6' 34" \| \| \| 10è \| Rigoberto Urán \| EF Education-Nippo \| + 6' 34" \| \| |                            |                       |            |
| |                            |                       |            |
| Font: ProCyclingStats |                            |                       |            |
| Classificació de l'etapa |                            |                       |            |
| Corredor | Corredor                   | Equip                 | Temps      |
| 1r | Ben O'Connor               | AG2R Citroën Team     | 4h 26' 43" |
| 2n | Mattia Cattaneo            | Deceuninck-Quick Step | + 5' 07"   |
| 3r | Sonny Colbrelli            | Bahrain Victorious    | + 5' 34"   |
| 4t | Guillaume Martin           | Cofidis               | + 5' 36"   |
| 5è | Franck Bonnamour           | B&B Hotels p/b KTM    | + 6' 02"   |
| 6è | Tadej Pogačar              | UAE Team Emirates     | + 6' 02"   |
| 7è | Richard Carapaz Montenegro | Ineos Grenadiers      | + 6' 34"   |
| 8è | Jonas Vingegaard           | Jumbo-Visma           | + 6' 34"   |
| 9è | Enric Mas Nicolau          | Movistar Team         | + 6' 34"   |
| 10è | Rigoberto Urán             | EF Education-Nippo    | + 6' 34"   |

| \| Classificació general \| Classificació general \| Classificació general \| Classificació general \| Classificació general \| \| Corredor \| Corredor \| Equip \| Temps \| \| \| --------------------- \| -------------------------- \| --------------------- \| --------------------- \| --------------------- \| \| 1r \| Tadej Pogačar \| UAE Team Emirates \| 34h 11' 10" \| \| \| 2n \| Ben O'Connor \| AG2R Citroën Team \| + 2' 01" \| \| \| 3r \| Rigoberto Urán \| EF Education-Nippo \| + 5' 18" \| \| \| 4t \| Jonas Vingegaard \| Jumbo-Visma \| + 5' 32" \| \| \| 5è \| Richard Carapaz Montenegro \| Ineos Grenadiers \| + 5' 33" \| \| \| 6è \| Enric Mas Nicolau \| Movistar Team \| + 5' 47" \| \| \| 7è \| Wilco Kelderman \| Bora-Hansgrohe \| + 5' 58" \| \| \| 8è \| Aleksei Lutsenko \| Astana-Premier Tech \| + 6' 12" \| \| \| 9è \| Guillaume Martin \| Cofidis \| + 7' 02" \| \| \| 10è \| David Gaudu \| Groupama-FDJ \| + 7' 22" \| \| |                            |                     |             |
| |                            |                     |             |
| Font: ProCyclingStats |                            |                     |             |
| Classificació general |                            |                     |             |
| Corredor | Corredor                   | Equip               | Temps       |
| 1r | Tadej Pogačar              | UAE Team Emirates   | 34h 11' 10" |
| 2n | Ben O'Connor               | AG2R Citroën Team   | + 2' 01"    |
| 3r | Rigoberto Urán             | EF Education-Nippo  | + 5' 18"    |
| 4t | Jonas Vingegaard           | Jumbo-Visma         | + 5' 32"    |
| 5è | Richard Carapaz Montenegro | Ineos Grenadiers    | + 5' 33"    |
| 6è | Enric Mas Nicolau          | Movistar Team       | + 5' 47"    |
| 7è | Wilco Kelderman            | Bora-Hansgrohe      | + 5' 58"    |
| 8è | Aleksei Lutsenko           | Astana-Premier Tech | + 6' 12"    |
| 9è | Guillaume Martin           | Cofidis             | + 7' 02"    |
| 10è | David Gaudu                | Groupama-FDJ        | + 7' 22"    |

### Etapa 10
6 de juliol de 2021. Albertville - Valença. 190,7 km
| \| Classificació de l'etapa \| Classificació de l'etapa \| Classificació de l'etapa \| Classificació de l'etapa \| Classificació de l'etapa \| \| Corredor \| Corredor \| Equip \| Temps \| \| \| ------------------------ \| ------------------------ \| ------------------------ \| ------------------------ \| ------------------------ \| \| 1r \| Mark Cavendish \| Deceuninck-Quick Step \| 4h 14' 07" \| \| \| 2n \| Wout van Aert \| Jumbo-Visma \| + 0" \| \| \| 3r \| Jasper Philipsen \| Alpecin-Fenix \| + 0" \| \| \| 4t \| Nacer Bouhanni \| Arkéa-Samsic \| + 0" \| \| \| 5è \| Michael Matthews \| BikeExchange \| + 0" \| \| \| 6è \| Michael Mørkøv \| Deceuninck-Quick Step \| + 0" \| \| \| 7è \| André Greipel \| Israel Start-Up Nation \| + 0" \| \| \| 8è \| Peter Sagan \| Bora-Hansgrohe \| + 0" \| \| \| 9è \| Anthony Turgis \| TotalEnergies \| + 0" \| \| \| 10è \| Cees Bol \| Team DSM \| + 0" \| \| |                  |                        |            |
| |                  |                        |            |
| Font: ProCyclingStats |                  |                        |            |
| Classificació de l'etapa |                  |                        |            |
| Corredor | Corredor         | Equip                  | Temps      |
| 1r | Mark Cavendish   | Deceuninck-Quick Step  | 4h 14' 07" |
| 2n | Wout van Aert    | Jumbo-Visma            | + 0"       |
| 3r | Jasper Philipsen | Alpecin-Fenix          | + 0"       |
| 4t | Nacer Bouhanni   | Arkéa-Samsic           | + 0"       |
| 5è | Michael Matthews | BikeExchange           | + 0"       |
| 6è | Michael Mørkøv   | Deceuninck-Quick Step  | + 0"       |
| 7è | André Greipel    | Israel Start-Up Nation | + 0"       |
| 8è | Peter Sagan      | Bora-Hansgrohe         | + 0"       |
| 9è | Anthony Turgis   | TotalEnergies          | + 0"       |
| 10è | Cees Bol         | Team DSM               | + 0"       |

| \| Classificació general \| Classificació general \| Classificació general \| Classificació general \| Classificació general \| \| Corredor \| Corredor \| Equip \| Temps \| \| \| --------------------- \| -------------------------- \| --------------------- \| --------------------- \| --------------------- \| \| 1r \| Tadej Pogačar \| UAE Team Emirates \| 38h 25' 17" \| \| \| 2n \| Ben O'Connor \| AG2R Citroën Team \| + 2' 01" \| \| \| 3r \| Rigoberto Urán \| EF Education-Nippo \| + 5' 18" \| \| \| 4t \| Jonas Vingegaard \| Jumbo-Visma \| + 5' 32" \| \| \| 5è \| Richard Carapaz Montenegro \| Ineos Grenadiers \| + 5' 33" \| \| \| 6è \| Enric Mas Nicolau \| Movistar Team \| + 5' 47" \| \| \| 7è \| Wilco Kelderman \| Bora-Hansgrohe \| + 5' 58" \| \| \| 8è \| Aleksei Lutsenko \| Astana-Premier Tech \| + 6' 12" \| \| \| 9è \| Guillaume Martin \| Cofidis \| + 7' 02" \| \| \| 10è \| David Gaudu \| Groupama-FDJ \| + 7' 22" \| \| |                            |                     |             |
| |                            |                     |             |
| Font: ProCyclingStats |                            |                     |             |
| Classificació general |                            |                     |             |
| Corredor | Corredor                   | Equip               | Temps       |
| 1r | Tadej Pogačar              | UAE Team Emirates   | 38h 25' 17" |
| 2n | Ben O'Connor               | AG2R Citroën Team   | + 2' 01"    |
| 3r | Rigoberto Urán             | EF Education-Nippo  | + 5' 18"    |
| 4t | Jonas Vingegaard           | Jumbo-Visma         | + 5' 32"    |
| 5è | Richard Carapaz Montenegro | Ineos Grenadiers    | + 5' 33"    |
| 6è | Enric Mas Nicolau          | Movistar Team       | + 5' 47"    |
| 7è | Wilco Kelderman            | Bora-Hansgrohe      | + 5' 58"    |
| 8è | Aleksei Lutsenko           | Astana-Premier Tech | + 6' 12"    |
| 9è | Guillaume Martin           | Cofidis             | + 7' 02"    |
| 10è | David Gaudu                | Groupama-FDJ        | + 7' 22"    |

### Etapa 11
7 de juliol de 2021. Sòrgas - Malaucena. 198,9 km
| \| Classificació de l'etapa \| Classificació de l'etapa \| Classificació de l'etapa \| Classificació de l'etapa \| Classificació de l'etapa \| \| Corredor \| Corredor \| Equip \| Temps \| \| \| ------------------------ \| -------------------------- \| ------------------------ \| ------------------------ \| ------------------------ \| \| 1r \| Wout van Aert \| Jumbo-Visma \| 5h 17' 43" \| \| \| 2n \| Kenny Elissonde \| Trek-Segafredo \| + 1' 14" \| \| \| 3r \| Bauke Mollema \| Trek-Segafredo \| + 1' 14" \| \| \| 4t \| Tadej Pogačar \| UAE Team Emirates \| + 1' 38" \| \| \| 5è \| Rigoberto Urán \| EF Education-Nippo \| + 1' 38" \| \| \| 6è \| Richard Carapaz Montenegro \| Ineos Grenadiers \| + 1' 38" \| \| \| 7è \| Jonas Vingegaard \| Jumbo-Visma \| + 1' 38" \| \| \| 8è \| Aleksei Lutsenko \| Astana-Premier Tech \| + 1' 56" \| \| \| 9è \| Wilco Kelderman \| Bora-Hansgrohe \| + 1' 56" \| \| \| 10è \| Enric Mas Nicolau \| Movistar Team \| + 3' 02" \| \| |                            |                     |            |
| |                            |                     |            |
| Font: ProCyclingStats |                            |                     |            |
| Classificació de l'etapa |                            |                     |            |
| Corredor | Corredor                   | Equip               | Temps      |
| 1r | Wout van Aert              | Jumbo-Visma         | 5h 17' 43" |
| 2n | Kenny Elissonde            | Trek-Segafredo      | + 1' 14"   |
| 3r | Bauke Mollema              | Trek-Segafredo      | + 1' 14"   |
| 4t | Tadej Pogačar              | UAE Team Emirates   | + 1' 38"   |
| 5è | Rigoberto Urán             | EF Education-Nippo  | + 1' 38"   |
| 6è | Richard Carapaz Montenegro | Ineos Grenadiers    | + 1' 38"   |
| 7è | Jonas Vingegaard           | Jumbo-Visma         | + 1' 38"   |
| 8è | Aleksei Lutsenko           | Astana-Premier Tech | + 1' 56"   |
| 9è | Wilco Kelderman            | Bora-Hansgrohe      | + 1' 56"   |
| 10è | Enric Mas Nicolau          | Movistar Team       | + 3' 02"   |

| \| Classificació general \| Classificació general \| Classificació general \| Classificació general \| Classificació general \| \| Corredor \| Corredor \| Equip \| Temps \| \| \| --------------------- \| ----------------------------- \| --------------------- \| --------------------- \| --------------------- \| \| 1r \| Tadej Pogačar \| UAE Team Emirates \| 43h 44' 38" \| \| \| 2n \| Rigoberto Urán \| EF Education-Nippo \| + 5' 18" \| \| \| 3r \| Jonas Vingegaard \| Jumbo-Visma \| + 5' 32" \| \| \| 4t \| Richard Carapaz Montenegro \| Ineos Grenadiers \| + 5' 33" \| \| \| 5è \| Ben O'Connor \| AG2R Citroën Team \| + 5' 58" \| \| \| 6è \| Wilco Kelderman \| Bora-Hansgrohe \| + 6' 16" \| \| \| 7è \| Aleksei Lutsenko \| Astana-Premier Tech \| + 6' 30" \| \| \| 8è \| Enric Mas Nicolau \| Movistar Team \| + 7' 11" \| \| \| 9è \| Guillaume Martin \| Cofidis \| + 9' 29" \| \| \| 10è \| Peio Bilbao López de Armentia \| Bahrain Victorious \| + 10' 28" \| \| |                               |                     |             |
| |                               |                     |             |
| Font: ProCyclingStats |                               |                     |             |
| Classificació general |                               |                     |             |
| Corredor | Corredor                      | Equip               | Temps       |
| 1r | Tadej Pogačar                 | UAE Team Emirates   | 43h 44' 38" |
| 2n | Rigoberto Urán                | EF Education-Nippo  | + 5' 18"    |
| 3r | Jonas Vingegaard              | Jumbo-Visma         | + 5' 32"    |
| 4t | Richard Carapaz Montenegro    | Ineos Grenadiers    | + 5' 33"    |
| 5è | Ben O'Connor                  | AG2R Citroën Team   | + 5' 58"    |
| 6è | Wilco Kelderman               | Bora-Hansgrohe      | + 6' 16"    |
| 7è | Aleksei Lutsenko              | Astana-Premier Tech | + 6' 30"    |
| 8è | Enric Mas Nicolau             | Movistar Team       | + 7' 11"    |
| 9è | Guillaume Martin              | Cofidis             | + 9' 29"    |
| 10è | Peio Bilbao López de Armentia | Bahrain Victorious  | + 10' 28"   |

### Etapa 12
8 de juliol de 2021. Saint-Paul-Trois-Châteaux - Nimes. 159,4 km
| \| Classificació de l'etapa \| Classificació de l'etapa \| Classificació de l'etapa \| Classificació de l'etapa \| Classificació de l'etapa \| \| Corredor \| Corredor \| Equip \| Temps \| \| \| ------------------------ \| ------------------------ \| ------------------------ \| ------------------------ \| ------------------------ \| \| 1r \| Nils Politt \| Bora-Hansgrohe \| 3h 22' 12" \| \| \| 2n \| Imanol Erviti Ollo \| Movistar Team \| + 31" \| \| \| 3r \| Harry Sweeny \| Lotto-Soudal \| + 31" \| \| \| 4t \| Stefan Küng \| Groupama-FDJ \| + 1' 58" \| \| \| 5è \| Luka Mezgec \| BikeExchange \| + 2' 06" \| \| \| 6è \| André Greipel \| Israel Start-Up Nation \| + 2' 06" \| \| \| 7è \| Edward Theuns \| Trek-Segafredo \| + 2' 06" \| \| \| 8è \| Brent Van Moer \| Lotto-Soudal \| + 2' 06" \| \| \| 9è \| Julian Alaphilippe \| Deceuninck-Quick Step \| + 2' 06" \| \| \| 10è \| Sergio Henao Montoya \| Qhubeka NextHash \| + 2' 06" \| \| |                      |                        |            |
| |                      |                        |            |
| Font: ProCyclingStats |                      |                        |            |
| Classificació de l'etapa |                      |                        |            |
| Corredor | Corredor             | Equip                  | Temps      |
| 1r | Nils Politt          | Bora-Hansgrohe         | 3h 22' 12" |
| 2n | Imanol Erviti Ollo   | Movistar Team          | + 31"      |
| 3r | Harry Sweeny         | Lotto-Soudal           | + 31"      |
| 4t | Stefan Küng          | Groupama-FDJ           | + 1' 58"   |
| 5è | Luka Mezgec          | BikeExchange           | + 2' 06"   |
| 6è | André Greipel        | Israel Start-Up Nation | + 2' 06"   |
| 7è | Edward Theuns        | Trek-Segafredo         | + 2' 06"   |
| 8è | Brent Van Moer       | Lotto-Soudal           | + 2' 06"   |
| 9è | Julian Alaphilippe   | Deceuninck-Quick Step  | + 2' 06"   |
| 10è | Sergio Henao Montoya | Qhubeka NextHash       | + 2' 06"   |

| \| Classificació general \| Classificació general \| Classificació general \| Classificació general \| Classificació general \| \| Corredor \| Corredor \| Equip \| Temps \| \| \| --------------------- \| ----------------------------- \| --------------------- \| --------------------- \| --------------------- \| \| 1r \| Tadej Pogačar \| UAE Team Emirates \| 47h 22' 43" \| \| \| 2n \| Rigoberto Urán \| EF Education-Nippo \| + 5' 18" \| \| \| 3r \| Jonas Vingegaard \| Jumbo-Visma \| + 5' 32" \| \| \| 4t \| Richard Carapaz Montenegro \| Ineos Grenadiers \| + 5' 33" \| \| \| 5è \| Ben O'Connor \| AG2R Citroën Team \| + 5' 58" \| \| \| 6è \| Wilco Kelderman \| Bora-Hansgrohe \| + 6' 16" \| \| \| 7è \| Aleksei Lutsenko \| Astana-Premier Tech \| + 6' 30" \| \| \| 8è \| Enric Mas Nicolau \| Movistar Team \| + 7' 11" \| \| \| 9è \| Guillaume Martin \| Cofidis \| + 9' 29" \| \| \| 10è \| Peio Bilbao López de Armentia \| Bahrain Victorious \| + 10' 28" \| \| |                               |                     |             |
| |                               |                     |             |
| Font: ProCyclingStats |                               |                     |             |
| Classificació general |                               |                     |             |
| Corredor | Corredor                      | Equip               | Temps       |
| 1r | Tadej Pogačar                 | UAE Team Emirates   | 47h 22' 43" |
| 2n | Rigoberto Urán                | EF Education-Nippo  | + 5' 18"    |
| 3r | Jonas Vingegaard              | Jumbo-Visma         | + 5' 32"    |
| 4t | Richard Carapaz Montenegro    | Ineos Grenadiers    | + 5' 33"    |
| 5è | Ben O'Connor                  | AG2R Citroën Team   | + 5' 58"    |
| 6è | Wilco Kelderman               | Bora-Hansgrohe      | + 6' 16"    |
| 7è | Aleksei Lutsenko              | Astana-Premier Tech | + 6' 30"    |
| 8è | Enric Mas Nicolau             | Movistar Team       | + 7' 11"    |
| 9è | Guillaume Martin              | Cofidis             | + 9' 29"    |
| 10è | Peio Bilbao López de Armentia | Bahrain Victorious  | + 10' 28"   |

### Etapa 13
9 de juliol de 2021. Nimes - Carcassona. 219,9 km
| \| Classificació de l'etapa \| Classificació de l'etapa \| Classificació de l'etapa \| Classificació de l'etapa \| Classificació de l'etapa \| \| Corredor \| Corredor \| Equip \| Temps \| \| \| ------------------------ \| ------------------------ \| ---------------------------------- \| ------------------------ \| ------------------------ \| \| 1r \| Mark Cavendish \| Deceuninck-Quick Step \| 5h 04' 29" \| \| \| 2n \| Michael Mørkøv \| Deceuninck-Quick Step \| + 0" \| \| \| 3r \| Jasper Philipsen \| Alpecin-Fenix \| + 0" \| \| \| 4t \| Iván García Cortina \| Movistar Team \| + 0" \| \| \| 5è \| Danny van Poppel \| Intermarché-Wanty-Gobert Matériaux \| + 0" \| \| \| 6è \| Alexander Aranburu Deba \| Astana-Premier Tech \| + 0" \| \| \| 7è \| Christophe Laporte \| Cofidis \| + 0" \| \| \| 8è \| André Greipel \| Israel Start-Up Nation \| + 0" \| \| \| 9è \| Magnus Cort Nielsen \| EF Education-Nippo \| + 0" \| \| \| 10è \| Jasper Stuyven \| Trek-Segafredo \| + 0" \| \| |                         |                                    |            |
| |                         |                                    |            |
| Font: ProCyclingStats |                         |                                    |            |
| Classificació de l'etapa |                         |                                    |            |
| Corredor | Corredor                | Equip                              | Temps      |
| 1r | Mark Cavendish          | Deceuninck-Quick Step              | 5h 04' 29" |
| 2n | Michael Mørkøv          | Deceuninck-Quick Step              | + 0"       |
| 3r | Jasper Philipsen        | Alpecin-Fenix                      | + 0"       |
| 4t | Iván García Cortina     | Movistar Team                      | + 0"       |
| 5è | Danny van Poppel        | Intermarché-Wanty-Gobert Matériaux | + 0"       |
| 6è | Alexander Aranburu Deba | Astana-Premier Tech                | + 0"       |
| 7è | Christophe Laporte      | Cofidis                            | + 0"       |
| 8è | André Greipel           | Israel Start-Up Nation             | + 0"       |
| 9è | Magnus Cort Nielsen     | EF Education-Nippo                 | + 0"       |
| 10è | Jasper Stuyven          | Trek-Segafredo                     | + 0"       |

| \| Classificació general \| Classificació general \| Classificació general \| Classificació general \| Classificació general \| \| Corredor \| Corredor \| Equip \| Temps \| \| \| --------------------- \| ----------------------------- \| --------------------- \| --------------------- \| --------------------- \| \| 1r \| Tadej Pogačar \| UAE Team Emirates \| 52h 27' 12" \| \| \| 2n \| Rigoberto Urán \| EF Education-Nippo \| + 5' 18" \| \| \| 3r \| Jonas Vingegaard \| Jumbo-Visma \| + 5' 32" \| \| \| 4t \| Richard Carapaz Montenegro \| Ineos Grenadiers \| + 5' 33" \| \| \| 5è \| Ben O'Connor \| AG2R Citroën Team \| + 5' 58" \| \| \| 6è \| Wilco Kelderman \| Bora-Hansgrohe \| + 6' 16" \| \| \| 7è \| Aleksei Lutsenko \| Astana-Premier Tech \| + 6' 30" \| \| \| 8è \| Enric Mas Nicolau \| Movistar Team \| + 7' 11" \| \| \| 9è \| Guillaume Martin \| Cofidis \| + 9' 29" \| \| \| 10è \| Peio Bilbao López de Armentia \| Bahrain Victorious \| + 10' 28" \| \| |                               |                     |             |
| |                               |                     |             |
| Font: ProCyclingStats |                               |                     |             |
| Classificació general |                               |                     |             |
| Corredor | Corredor                      | Equip               | Temps       |
| 1r | Tadej Pogačar                 | UAE Team Emirates   | 52h 27' 12" |
| 2n | Rigoberto Urán                | EF Education-Nippo  | + 5' 18"    |
| 3r | Jonas Vingegaard              | Jumbo-Visma         | + 5' 32"    |
| 4t | Richard Carapaz Montenegro    | Ineos Grenadiers    | + 5' 33"    |
| 5è | Ben O'Connor                  | AG2R Citroën Team   | + 5' 58"    |
| 6è | Wilco Kelderman               | Bora-Hansgrohe      | + 6' 16"    |
| 7è | Aleksei Lutsenko              | Astana-Premier Tech | + 6' 30"    |
| 8è | Enric Mas Nicolau             | Movistar Team       | + 7' 11"    |
| 9è | Guillaume Martin              | Cofidis             | + 9' 29"    |
| 10è | Peio Bilbao López de Armentia | Bahrain Victorious  | + 10' 28"   |

### Etapa 14
10 de juliol de 2021. Carcassona - Quillan. 183,7 km
| \| Classificació de l'etapa \| Classificació de l'etapa \| Classificació de l'etapa \| Classificació de l'etapa \| Classificació de l'etapa \| \| Corredor \| Corredor \| Equip \| Temps \| \| \| ------------------------ \| ------------------------ \| ---------------------------------- \| ------------------------ \| ------------------------ \| \| 1r \| Bauke Mollema \| Trek-Segafredo \| 4h 16' 16" \| \| \| 2n \| Patrick Konrad \| Bora-Hansgrohe \| + 1' 04" \| \| \| 3r \| Sergio Higuita García \| EF Education-Nippo \| + 1' 04" \| \| \| 4t \| Mattia Cattaneo \| Deceuninck-Quick Step \| + 1' 06" \| \| \| 5è \| Michael Woods \| Israel Start-Up Nation \| + 1' 10" \| \| \| 6è \| Omar Fraile Matarranz \| Astana-Premier Tech \| + 1' 25" \| \| \| 7è \| Élie Gesbert \| Arkéa-Samsic \| + 1' 25" \| \| \| 8è \| Quentin Pacher \| B&B Hotels p/b KTM \| + 1' 25" \| \| \| 9è \| Louis Meintjes \| Intermarché-Wanty-Gobert Matériaux \| + 1' 26" \| \| \| 10è \| Esteban Chaves Rubio \| BikeExchange \| + 1' 28" \| \| |                       |                                    |            |
| |                       |                                    |            |
| Font: ProCyclingStats |                       |                                    |            |
| Classificació de l'etapa |                       |                                    |            |
| Corredor | Corredor              | Equip                              | Temps      |
| 1r | Bauke Mollema         | Trek-Segafredo                     | 4h 16' 16" |
| 2n | Patrick Konrad        | Bora-Hansgrohe                     | + 1' 04"   |
| 3r | Sergio Higuita García | EF Education-Nippo                 | + 1' 04"   |
| 4t | Mattia Cattaneo       | Deceuninck-Quick Step              | + 1' 06"   |
| 5è | Michael Woods         | Israel Start-Up Nation             | + 1' 10"   |
| 6è | Omar Fraile Matarranz | Astana-Premier Tech                | + 1' 25"   |
| 7è | Élie Gesbert          | Arkéa-Samsic                       | + 1' 25"   |
| 8è | Quentin Pacher        | B&B Hotels p/b KTM                 | + 1' 25"   |
| 9è | Louis Meintjes        | Intermarché-Wanty-Gobert Matériaux | + 1' 26"   |
| 10è | Esteban Chaves Rubio  | BikeExchange                       | + 1' 28"   |

| \| Classificació general \| Classificació general \| Classificació general \| Classificació general \| Classificació general \| \| Corredor \| Corredor \| Equip \| Temps \| \| \| --------------------- \| -------------------------- \| --------------------- \| --------------------- \| --------------------- \| \| 1r \| Tadej Pogačar \| UAE Team Emirates \| 56h 50' 21" \| \| \| 2n \| Guillaume Martin \| Cofidis \| + 4' 04" \| \| \| 3r \| Rigoberto Urán \| EF Education-Nippo \| + 5' 18" \| \| \| 4t \| Jonas Vingegaard \| Jumbo-Visma \| + 5' 32" \| \| \| 5è \| Richard Carapaz Montenegro \| Ineos Grenadiers \| + 5' 33" \| \| \| 6è \| Ben O'Connor \| AG2R Citroën Team \| + 5' 58" \| \| \| 7è \| Wilco Kelderman \| Bora-Hansgrohe \| + 6' 16" \| \| \| 8è \| Aleksei Lutsenko \| Astana-Premier Tech \| + 6' 30" \| \| \| 9è \| Enric Mas Nicolau \| Movistar Team \| + 7' 11" \| \| \| 10è \| Mattia Cattaneo \| Deceuninck-Quick Step \| + 9' 48" \| \| |                            |                       |             |
| |                            |                       |             |
| Font: ProCyclingStats |                            |                       |             |
| Classificació general |                            |                       |             |
| Corredor | Corredor                   | Equip                 | Temps       |
| 1r | Tadej Pogačar              | UAE Team Emirates     | 56h 50' 21" |
| 2n | Guillaume Martin           | Cofidis               | + 4' 04"    |
| 3r | Rigoberto Urán             | EF Education-Nippo    | + 5' 18"    |
| 4t | Jonas Vingegaard           | Jumbo-Visma           | + 5' 32"    |
| 5è | Richard Carapaz Montenegro | Ineos Grenadiers      | + 5' 33"    |
| 6è | Ben O'Connor               | AG2R Citroën Team     | + 5' 58"    |
| 7è | Wilco Kelderman            | Bora-Hansgrohe        | + 6' 16"    |
| 8è | Aleksei Lutsenko           | Astana-Premier Tech   | + 6' 30"    |
| 9è | Enric Mas Nicolau          | Movistar Team         | + 7' 11"    |
| 10è | Mattia Cattaneo            | Deceuninck-Quick Step | + 9' 48"    |

### Etapa 15
11 de juliol de 2021. Ceret - Andorra la Vella. 191,3 km
| \| Classificació de l'etapa \| Classificació de l'etapa \| Classificació de l'etapa \| Classificació de l'etapa \| Classificació de l'etapa \| \| Corredor \| Corredor \| Equip \| Temps \| \| \| ------------------------ \| --------------------------- \| ------------------------ \| ------------------------ \| ------------------------ \| \| 1r \| Sepp Kuss \| Jumbo-Visma \| 5h 12' 06" \| \| \| 2n \| Alejandro Valverde Belmonte \| Movistar Team \| + 23" \| \| \| 3r \| Wout Poels \| Bahrain Victorious \| + 1' 15" \| \| \| 4t \| Ion Izagirre Insausti \| Astana-Premier Tech \| + 1' 15" \| \| \| 5è \| Ruben Guerreiro \| EF Education-Nippo \| + 1' 15" \| \| \| 6è \| Nairo Quintana Rojas \| Arkéa-Samsic \| + 1' 15" \| \| \| 7è \| David Gaudu \| Groupama-FDJ \| + 1' 15" \| \| \| 8è \| Daniel Martin \| Israel Start-Up Nation \| + 1' 22" \| \| \| 9è \| Franck Bonnamour \| B&B Hotels p/b KTM \| + 1' 22" \| \| \| 10è \| Aurélien Paret-Peintre \| AG2R Citroën Team \| + 1' 22" \| \| |                             |                        |            |
| |                             |                        |            |
| Font: ProCyclingStats |                             |                        |            |
| Classificació de l'etapa |                             |                        |            |
| Corredor | Corredor                    | Equip                  | Temps      |
| 1r | Sepp Kuss                   | Jumbo-Visma            | 5h 12' 06" |
| 2n | Alejandro Valverde Belmonte | Movistar Team          | + 23"      |
| 3r | Wout Poels                  | Bahrain Victorious     | + 1' 15"   |
| 4t | Ion Izagirre Insausti       | Astana-Premier Tech    | + 1' 15"   |
| 5è | Ruben Guerreiro             | EF Education-Nippo     | + 1' 15"   |
| 6è | Nairo Quintana Rojas        | Arkéa-Samsic           | + 1' 15"   |
| 7è | David Gaudu                 | Groupama-FDJ           | + 1' 15"   |
| 8è | Daniel Martin               | Israel Start-Up Nation | + 1' 22"   |
| 9è | Franck Bonnamour            | B&B Hotels p/b KTM     | + 1' 22"   |
| 10è | Aurélien Paret-Peintre      | AG2R Citroën Team      | + 1' 22"   |

| \| Classificació general \| Classificació general \| Classificació general \| Classificació general \| Classificació general \| \| Corredor \| Corredor \| Equip \| Temps \| \| \| --------------------- \| ----------------------------- \| --------------------- \| --------------------- \| --------------------- \| \| 1r \| Tadej Pogačar \| UAE Team Emirates \| 62h 07' 18" \| \| \| 2n \| Rigoberto Urán \| EF Education-Nippo \| + 5' 18" \| \| \| 3r \| Jonas Vingegaard \| Jumbo-Visma \| + 5' 32" \| \| \| 4t \| Richard Carapaz Montenegro \| Ineos Grenadiers \| + 5' 33" \| \| \| 5è \| Ben O'Connor \| AG2R Citroën Team \| + 5' 58" \| \| \| 6è \| Wilco Kelderman \| Bora-Hansgrohe \| + 6' 16" \| \| \| 7è \| Aleksei Lutsenko \| Astana-Premier Tech \| + 7' 01" \| \| \| 8è \| Enric Mas Nicolau \| Movistar Team \| + 7' 11" \| \| \| 9è \| Guillaume Martin \| Cofidis \| + 7' 58" \| \| \| 10è \| Peio Bilbao López de Armentia \| Bahrain Victorious \| + 10' 59" \| \| |                               |                     |             |
| |                               |                     |             |
| Font: ProCyclingStats |                               |                     |             |
| Classificació general |                               |                     |             |
| Corredor | Corredor                      | Equip               | Temps       |
| 1r | Tadej Pogačar                 | UAE Team Emirates   | 62h 07' 18" |
| 2n | Rigoberto Urán                | EF Education-Nippo  | + 5' 18"    |
| 3r | Jonas Vingegaard              | Jumbo-Visma         | + 5' 32"    |
| 4t | Richard Carapaz Montenegro    | Ineos Grenadiers    | + 5' 33"    |
| 5è | Ben O'Connor                  | AG2R Citroën Team   | + 5' 58"    |
| 6è | Wilco Kelderman               | Bora-Hansgrohe      | + 6' 16"    |
| 7è | Aleksei Lutsenko              | Astana-Premier Tech | + 7' 01"    |
| 8è | Enric Mas Nicolau             | Movistar Team       | + 7' 11"    |
| 9è | Guillaume Martin              | Cofidis             | + 7' 58"    |
| 10è | Peio Bilbao López de Armentia | Bahrain Victorious  | + 10' 59"   |

### Etapa 16
13 de juliol de 2021. El Pas de la Casa - Sent Gaudenç. 169 km
| \| Classificació de l'etapa \| Classificació de l'etapa \| Classificació de l'etapa \| Classificació de l'etapa \| Classificació de l'etapa \| \| Corredor \| Corredor \| Equip \| Temps \| \| \| ------------------------ \| ------------------------ \| ---------------------------------- \| ------------------------ \| ------------------------ \| \| 1r \| Patrick Konrad \| Bora-Hansgrohe \| 4h 01' 59" \| \| \| 2n \| Sonny Colbrelli \| Bahrain Victorious \| + 42" \| \| \| 3r \| Michael Matthews \| BikeExchange \| + 42" \| \| \| 4t \| Pierre-Luc Périchon \| Cofidis \| + 42" \| \| \| 5è \| Franck Bonnamour \| B&B Hotels p/b KTM \| + 42" \| \| \| 6è \| Alexander Aranburu Deba \| Astana-Premier Tech \| + 42" \| \| \| 7è \| Toms Skujiņš \| Trek-Segafredo \| + 45" \| \| \| 8è \| Jan Bakelants \| Intermarché-Wanty-Gobert Matériaux \| + 45" \| \| \| 9è \| David Gaudu \| Groupama-FDJ \| + 47" \| \| \| 10è \| Lorenzo Rota \| Intermarché-Wanty-Gobert Matériaux \| + 1' 03" \| \| |                         |                                    |            |
| |                         |                                    |            |
| Font: ProCyclingStats |                         |                                    |            |
| Classificació de l'etapa |                         |                                    |            |
| Corredor | Corredor                | Equip                              | Temps      |
| 1r | Patrick Konrad          | Bora-Hansgrohe                     | 4h 01' 59" |
| 2n | Sonny Colbrelli         | Bahrain Victorious                 | + 42"      |
| 3r | Michael Matthews        | BikeExchange                       | + 42"      |
| 4t | Pierre-Luc Périchon     | Cofidis                            | + 42"      |
| 5è | Franck Bonnamour        | B&B Hotels p/b KTM                 | + 42"      |
| 6è | Alexander Aranburu Deba | Astana-Premier Tech                | + 42"      |
| 7è | Toms Skujiņš            | Trek-Segafredo                     | + 45"      |
| 8è | Jan Bakelants           | Intermarché-Wanty-Gobert Matériaux | + 45"      |
| 9è | David Gaudu             | Groupama-FDJ                       | + 47"      |
| 10è | Lorenzo Rota            | Intermarché-Wanty-Gobert Matériaux | + 1' 03"   |

| \| Classificació general \| Classificació general \| Classificació general \| Classificació general \| Classificació general \| \| Corredor \| Corredor \| Equip \| Temps \| \| \| --------------------- \| ----------------------------- \| --------------------- \| --------------------- \| --------------------- \| \| 1r \| Tadej Pogačar \| UAE Team Emirates \| 66h 23' 06" \| \| \| 2n \| Rigoberto Urán \| EF Education-Nippo \| + 5' 18" \| \| \| 3r \| Jonas Vingegaard \| Jumbo-Visma \| + 5' 32" \| \| \| 4t \| Richard Carapaz Montenegro \| Ineos Grenadiers \| + 5' 33" \| \| \| 5è \| Ben O'Connor \| AG2R Citroën Team \| + 5' 58" \| \| \| 6è \| Wilco Kelderman \| Bora-Hansgrohe \| + 6' 16" \| \| \| 7è \| Aleksei Lutsenko \| Astana-Premier Tech \| + 7' 01" \| \| \| 8è \| Enric Mas Nicolau \| Movistar Team \| + 7' 11" \| \| \| 9è \| Guillaume Martin \| Cofidis \| + 8' 02" \| \| \| 10è \| Peio Bilbao López de Armentia \| Bahrain Victorious \| + 10' 59" \| \| |                               |                     |             |
| |                               |                     |             |
| Font: ProCyclingStats |                               |                     |             |
| Classificació general |                               |                     |             |
| Corredor | Corredor                      | Equip               | Temps       |
| 1r | Tadej Pogačar                 | UAE Team Emirates   | 66h 23' 06" |
| 2n | Rigoberto Urán                | EF Education-Nippo  | + 5' 18"    |
| 3r | Jonas Vingegaard              | Jumbo-Visma         | + 5' 32"    |
| 4t | Richard Carapaz Montenegro    | Ineos Grenadiers    | + 5' 33"    |
| 5è | Ben O'Connor                  | AG2R Citroën Team   | + 5' 58"    |
| 6è | Wilco Kelderman               | Bora-Hansgrohe      | + 6' 16"    |
| 7è | Aleksei Lutsenko              | Astana-Premier Tech | + 7' 01"    |
| 8è | Enric Mas Nicolau             | Movistar Team       | + 7' 11"    |
| 9è | Guillaume Martin              | Cofidis             | + 8' 02"    |
| 10è | Peio Bilbao López de Armentia | Bahrain Victorious  | + 10' 59"   |

### Etapa 17
14 de juliol de 2021. Muret - Coll de Portet. 178,4 km
| \| Classificació de l'etapa \| Classificació de l'etapa \| Classificació de l'etapa \| Classificació de l'etapa \| Classificació de l'etapa \| \| Corredor \| Corredor \| Equip \| Temps \| \| \| ------------------------ \| ----------------------------- \| ------------------------ \| ------------------------ \| ------------------------ \| \| 1r \| Tadej Pogačar \| UAE Team Emirates \| 5h 03' 31" \| \| \| 2n \| Jonas Vingegaard \| Jumbo-Visma \| + 3" \| \| \| 3r \| Richard Carapaz Montenegro \| Ineos Grenadiers \| + 4" \| \| \| 4t \| David Gaudu \| Groupama-FDJ \| + 1' 19" \| \| \| 5è \| Ben O'Connor \| AG2R Citroën Team \| + 1' 26" \| \| \| 6è \| Wilco Kelderman \| Bora-Hansgrohe \| + 1' 40" \| \| \| 7è \| Peio Bilbao López de Armentia \| Bahrain Victorious \| + 1' 44" \| \| \| 8è \| Sergio Higuita García \| EF Education-Nippo \| + 1' 49" \| \| \| 9è \| Rigoberto Urán \| EF Education-Nippo \| + 1' 49" \| \| \| 10è \| Dylan Teuns \| Bahrain Victorious \| + 1' 49" \| \| |                               |                    |            |
| |                               |                    |            |
| Font: ProCyclingStats |                               |                    |            |
| Classificació de l'etapa |                               |                    |            |
| Corredor | Corredor                      | Equip              | Temps      |
| 1r | Tadej Pogačar                 | UAE Team Emirates  | 5h 03' 31" |
| 2n | Jonas Vingegaard              | Jumbo-Visma        | + 3"       |
| 3r | Richard Carapaz Montenegro    | Ineos Grenadiers   | + 4"       |
| 4t | David Gaudu                   | Groupama-FDJ       | + 1' 19"   |
| 5è | Ben O'Connor                  | AG2R Citroën Team  | + 1' 26"   |
| 6è | Wilco Kelderman               | Bora-Hansgrohe     | + 1' 40"   |
| 7è | Peio Bilbao López de Armentia | Bahrain Victorious | + 1' 44"   |
| 8è | Sergio Higuita García         | EF Education-Nippo | + 1' 49"   |
| 9è | Rigoberto Urán                | EF Education-Nippo | + 1' 49"   |
| 10è | Dylan Teuns                   | Bahrain Victorious | + 1' 49"   |

| \| Classificació general \| Classificació general \| Classificació general \| Classificació general \| Classificació general \| \| Corredor \| Corredor \| Equip \| Temps \| \| \| --------------------- \| ----------------------------- \| --------------------- \| --------------------- \| --------------------- \| \| 1r \| Tadej Pogačar \| UAE Team Emirates \| 71h 26' 27" \| \| \| 2n \| Jonas Vingegaard \| Jumbo-Visma \| + 5' 39" \| \| \| 3r \| Richard Carapaz Montenegro \| Ineos Grenadiers \| + 5' 43" \| \| \| 4t \| Rigoberto Urán \| EF Education-Nippo \| + 7' 17" \| \| \| 5è \| Ben O'Connor \| AG2R Citroën Team \| + 7' 34" \| \| \| 6è \| Wilco Kelderman \| Bora-Hansgrohe \| + 8' 06" \| \| \| 7è \| Enric Mas Nicolau \| Movistar Team \| + 9' 48" \| \| \| 8è \| Aleksei Lutsenko \| Astana-Premier Tech \| + 10' 04" \| \| \| 9è \| Guillaume Martin \| Cofidis \| + 11' 51" \| \| \| 10è \| Peio Bilbao López de Armentia \| Bahrain Victorious \| + 12' 53" \| \| |                               |                     |             |
| |                               |                     |             |
| Font: ProCyclingStats |                               |                     |             |
| Classificació general |                               |                     |             |
| Corredor | Corredor                      | Equip               | Temps       |
| 1r | Tadej Pogačar                 | UAE Team Emirates   | 71h 26' 27" |
| 2n | Jonas Vingegaard              | Jumbo-Visma         | + 5' 39"    |
| 3r | Richard Carapaz Montenegro    | Ineos Grenadiers    | + 5' 43"    |
| 4t | Rigoberto Urán                | EF Education-Nippo  | + 7' 17"    |
| 5è | Ben O'Connor                  | AG2R Citroën Team   | + 7' 34"    |
| 6è | Wilco Kelderman               | Bora-Hansgrohe      | + 8' 06"    |
| 7è | Enric Mas Nicolau             | Movistar Team       | + 9' 48"    |
| 8è | Aleksei Lutsenko              | Astana-Premier Tech | + 10' 04"   |
| 9è | Guillaume Martin              | Cofidis             | + 11' 51"   |
| 10è | Peio Bilbao López de Armentia | Bahrain Victorious  | + 12' 53"   |

### Etapa 18
15 de juliol de 2021. Pau - Luz-Ardiden. 129,7 km
| \| Classificació de l'etapa \| Classificació de l'etapa \| Classificació de l'etapa \| Classificació de l'etapa \| Classificació de l'etapa \| \| Corredor \| Corredor \| Equip \| Temps \| \| \| ------------------------ \| --------------------------- \| ------------------------ \| ------------------------ \| ------------------------ \| \| 1r \| Tadej Pogačar \| UAE Team Emirates \| 3h 33' 45" \| \| \| 2n \| Jonas Vingegaard \| Jumbo-Visma \| + 2" \| \| \| 3r \| Richard Carapaz Montenegro \| Ineos Grenadiers \| + 2" \| \| \| 4t \| Enric Mas Nicolau \| Movistar Team \| + 13" \| \| \| 5è \| Daniel Martin \| Israel Start-Up Nation \| + 24" \| \| \| 6è \| Sepp Kuss \| Jumbo-Visma \| + 30" \| \| \| 7è \| Sergio Higuita García \| EF Education-Nippo \| + 33" \| \| \| 8è \| Ben O'Connor \| AG2R Citroën Team \| + 34" \| \| \| 9è \| Wilco Kelderman \| Bora-Hansgrohe \| + 34" \| \| \| 10è \| Alejandro Valverde Belmonte \| Movistar Team \| + 40" \| \| |                             |                        |            |
| |                             |                        |            |
| Font: ProCyclingStats |                             |                        |            |
| Classificació de l'etapa |                             |                        |            |
| Corredor | Corredor                    | Equip                  | Temps      |
| 1r | Tadej Pogačar               | UAE Team Emirates      | 3h 33' 45" |
| 2n | Jonas Vingegaard            | Jumbo-Visma            | + 2"       |
| 3r | Richard Carapaz Montenegro  | Ineos Grenadiers       | + 2"       |
| 4t | Enric Mas Nicolau           | Movistar Team          | + 13"      |
| 5è | Daniel Martin               | Israel Start-Up Nation | + 24"      |
| 6è | Sepp Kuss                   | Jumbo-Visma            | + 30"      |
| 7è | Sergio Higuita García       | EF Education-Nippo     | + 33"      |
| 8è | Ben O'Connor                | AG2R Citroën Team      | + 34"      |
| 9è | Wilco Kelderman             | Bora-Hansgrohe         | + 34"      |
| 10è | Alejandro Valverde Belmonte | Movistar Team          | + 40"      |

| \| Classificació general \| Classificació general \| Classificació general \| Classificació general \| Classificació general \| \| Corredor \| Corredor \| Equip \| Temps \| \| \| --------------------- \| ----------------------------- \| --------------------- \| --------------------- \| --------------------- \| \| 1r \| Tadej Pogačar \| UAE Team Emirates \| 75h 00' 02" \| \| \| 2n \| Jonas Vingegaard \| Jumbo-Visma \| + 5' 45" \| \| \| 3r \| Richard Carapaz Montenegro \| Ineos Grenadiers \| + 5' 51" \| \| \| 4t \| Ben O'Connor \| AG2R Citroën Team \| + 8' 18" \| \| \| 5è \| Wilco Kelderman \| Bora-Hansgrohe \| + 8' 50" \| \| \| 6è \| Enric Mas Nicolau \| Movistar Team \| + 10' 11" \| \| \| 7è \| Aleksei Lutsenko \| Astana-Premier Tech \| + 11' 22" \| \| \| 8è \| Guillaume Martin \| Cofidis \| + 12' 46" \| \| \| 9è \| Peio Bilbao López de Armentia \| Bahrain Victorious \| + 13' 48" \| \| \| 10è \| Rigoberto Urán \| EF Education-Nippo \| + 16' 25" \| \| |                               |                     |             |
| |                               |                     |             |
| Font: ProCyclingStats |                               |                     |             |
| Classificació general |                               |                     |             |
| Corredor | Corredor                      | Equip               | Temps       |
| 1r | Tadej Pogačar                 | UAE Team Emirates   | 75h 00' 02" |
| 2n | Jonas Vingegaard              | Jumbo-Visma         | + 5' 45"    |
| 3r | Richard Carapaz Montenegro    | Ineos Grenadiers    | + 5' 51"    |
| 4t | Ben O'Connor                  | AG2R Citroën Team   | + 8' 18"    |
| 5è | Wilco Kelderman               | Bora-Hansgrohe      | + 8' 50"    |
| 6è | Enric Mas Nicolau             | Movistar Team       | + 10' 11"   |
| 7è | Aleksei Lutsenko              | Astana-Premier Tech | + 11' 22"   |
| 8è | Guillaume Martin              | Cofidis             | + 12' 46"   |
| 9è | Peio Bilbao López de Armentia | Bahrain Victorious  | + 13' 48"   |
| 10è | Rigoberto Urán                | EF Education-Nippo  | + 16' 25"   |

### Etapa 19
16 de juliol de 2021. Mourenx - Libourne. 207 km
| \| Classificació de l'etapa \| Classificació de l'etapa \| Classificació de l'etapa \| Classificació de l'etapa \| Classificació de l'etapa \| \| Corredor \| Corredor \| Equip \| Temps \| \| \| ------------------------ \| ------------------------ \| ---------------------------------- \| ------------------------ \| ------------------------ \| \| 1r \| Matej Mohorič \| Bahrain Victorious \| 4h 19' 17" \| \| \| 2n \| Christophe Laporte \| Cofidis \| + 58" \| \| \| 3r \| Casper Pedersen \| Team DSM \| + 58" \| \| \| 4t \| Mike Teunissen \| Jumbo-Visma \| + 58" \| \| \| 5è \| Nils Politt \| Bora-Hansgrohe \| + 1' 08" \| \| \| 6è \| Edward Theuns \| Trek-Segafredo \| + 1' 08" \| \| \| 7è \| Michael Valgren Andersen \| EF Education-Nippo \| + 1' 08" \| \| \| 8è \| Georg Zimmermann \| Intermarché-Wanty-Gobert Matériaux \| + 1' 08" \| \| \| 9è \| Anthony Turgis \| TotalEnergies \| + 1' 08" \| \| \| 10è \| Jasper Stuyven \| Trek-Segafredo \| + 1' 08" \| \| |                          |                                    |            |
| |                          |                                    |            |
| Font: ProCyclingStats |                          |                                    |            |
| Classificació de l'etapa |                          |                                    |            |
| Corredor | Corredor                 | Equip                              | Temps      |
| 1r | Matej Mohorič            | Bahrain Victorious                 | 4h 19' 17" |
| 2n | Christophe Laporte       | Cofidis                            | + 58"      |
| 3r | Casper Pedersen          | Team DSM                           | + 58"      |
| 4t | Mike Teunissen           | Jumbo-Visma                        | + 58"      |
| 5è | Nils Politt              | Bora-Hansgrohe                     | + 1' 08"   |
| 6è | Edward Theuns            | Trek-Segafredo                     | + 1' 08"   |
| 7è | Michael Valgren Andersen | EF Education-Nippo                 | + 1' 08"   |
| 8è | Georg Zimmermann         | Intermarché-Wanty-Gobert Matériaux | + 1' 08"   |
| 9è | Anthony Turgis           | TotalEnergies                      | + 1' 08"   |
| 10è | Jasper Stuyven           | Trek-Segafredo                     | + 1' 08"   |

| \| Classificació general \| Classificació general \| Classificació general \| Classificació general \| Classificació general \| \| Corredor \| Corredor \| Equip \| Temps \| \| \| --------------------- \| ----------------------------- \| --------------------- \| --------------------- \| --------------------- \| \| 1r \| Tadej Pogačar \| UAE Team Emirates \| 79h 40' 09" \| \| \| 2n \| Jonas Vingegaard \| Jumbo-Visma \| + 5' 45" \| \| \| 3r \| Richard Carapaz Montenegro \| Ineos Grenadiers \| + 5' 51" \| \| \| 4t \| Ben O'Connor \| AG2R Citroën Team \| + 8' 18" \| \| \| 5è \| Wilco Kelderman \| Bora-Hansgrohe \| + 8' 50" \| \| \| 6è \| Enric Mas Nicolau \| Movistar Team \| + 10' 11" \| \| \| 7è \| Aleksei Lutsenko \| Astana-Premier Tech \| + 11' 22" \| \| \| 8è \| Guillaume Martin \| Cofidis \| + 12' 46" \| \| \| 9è \| Peio Bilbao López de Armentia \| Bahrain Victorious \| + 13' 48" \| \| \| 10è \| Rigoberto Urán \| EF Education-Nippo \| + 16' 25" \| \| |                               |                     |             |
| |                               |                     |             |
| Font: ProCyclingStats |                               |                     |             |
| Classificació general |                               |                     |             |
| Corredor | Corredor                      | Equip               | Temps       |
| 1r | Tadej Pogačar                 | UAE Team Emirates   | 79h 40' 09" |
| 2n | Jonas Vingegaard              | Jumbo-Visma         | + 5' 45"    |
| 3r | Richard Carapaz Montenegro    | Ineos Grenadiers    | + 5' 51"    |
| 4t | Ben O'Connor                  | AG2R Citroën Team   | + 8' 18"    |
| 5è | Wilco Kelderman               | Bora-Hansgrohe      | + 8' 50"    |
| 6è | Enric Mas Nicolau             | Movistar Team       | + 10' 11"   |
| 7è | Aleksei Lutsenko              | Astana-Premier Tech | + 11' 22"   |
| 8è | Guillaume Martin              | Cofidis             | + 12' 46"   |
| 9è | Peio Bilbao López de Armentia | Bahrain Victorious  | + 13' 48"   |
| 10è | Rigoberto Urán                | EF Education-Nippo  | + 16' 25"   |

### Etapa 20
17 de juliol de 2021. Libourne - Saint-Émilion. 30,8 km
| \| Classificació de l'etapa \| Classificació de l'etapa \| Classificació de l'etapa \| Classificació de l'etapa \| Classificació de l'etapa \| \| Corredor \| Corredor \| Equip \| Temps \| \| \| ------------------------ \| ------------------------ \| ------------------------ \| ------------------------ \| ------------------------ \| \| 1r \| Wout van Aert \| Jumbo-Visma \| 35' 53" \| \| \| 2n \| Kasper Asgreen \| Deceuninck-Quick Step \| + 21" \| \| \| 3r \| Jonas Vingegaard \| Jumbo-Visma \| + 32" \| \| \| 4t \| Stefan Küng \| Groupama-FDJ \| + 38" \| \| \| 5è \| Stefan Bissegger \| EF Education-Nippo \| + 44" \| \| \| 6è \| Mattia Cattaneo \| Deceuninck-Quick Step \| + 49" \| \| \| 7è \| Mikkel Bjerg \| UAE Team Emirates \| + 52" \| \| \| 8è \| Tadej Pogačar \| UAE Team Emirates \| + 57" \| \| \| 9è \| Magnus Cort Nielsen \| EF Education-Nippo \| + 1' 00" \| \| \| 10è \| Dylan van Baarle \| Ineos Grenadiers \| + 1' 21" \| \| |                     |                       |          |
| |                     |                       |          |
| Font: ProCyclingStats |                     |                       |          |
| Classificació de l'etapa |                     |                       |          |
| Corredor | Corredor            | Equip                 | Temps    |
| 1r | Wout van Aert       | Jumbo-Visma           | 35' 53"  |
| 2n | Kasper Asgreen      | Deceuninck-Quick Step | + 21"    |
| 3r | Jonas Vingegaard    | Jumbo-Visma           | + 32"    |
| 4t | Stefan Küng         | Groupama-FDJ          | + 38"    |
| 5è | Stefan Bissegger    | EF Education-Nippo    | + 44"    |
| 6è | Mattia Cattaneo     | Deceuninck-Quick Step | + 49"    |
| 7è | Mikkel Bjerg        | UAE Team Emirates     | + 52"    |
| 8è | Tadej Pogačar       | UAE Team Emirates     | + 57"    |
| 9è | Magnus Cort Nielsen | EF Education-Nippo    | + 1' 00" |
| 10è | Dylan van Baarle    | Ineos Grenadiers      | + 1' 21" |

| \| Classificació general \| Classificació general \| Classificació general \| Classificació general \| Classificació general \| \| Corredor \| Corredor \| Equip \| Temps \| \| \| --------------------- \| ----------------------------- \| --------------------- \| --------------------- \| --------------------- \| \| 1r \| Tadej Pogačar \| UAE Team Emirates \| 80h 16' 59" \| \| \| 2n \| Jonas Vingegaard \| Jumbo-Visma \| + 5' 20" \| \| \| 3r \| Richard Carapaz Montenegro \| Ineos Grenadiers \| + 7' 03" \| \| \| 4t \| Ben O'Connor \| AG2R Citroën Team \| + 10' 02" \| \| \| 5è \| Wilco Kelderman \| Bora-Hansgrohe \| + 10' 13" \| \| \| 6è \| Enric Mas Nicolau \| Movistar Team \| + 11' 43" \| \| \| 7è \| Aleksei Lutsenko \| Astana-Premier Tech \| + 12' 23" \| \| \| 8è \| Guillaume Martin \| Cofidis \| + 15' 33" \| \| \| 9è \| Peio Bilbao López de Armentia \| Bahrain Victorious \| + 16' 04" \| \| \| 10è \| Rigoberto Urán \| EF Education-Nippo \| + 18' 34" \| \| |                               |                     |             |
| |                               |                     |             |
| Font: ProCyclingStats |                               |                     |             |
| Classificació general |                               |                     |             |
| Corredor | Corredor                      | Equip               | Temps       |
| 1r | Tadej Pogačar                 | UAE Team Emirates   | 80h 16' 59" |
| 2n | Jonas Vingegaard              | Jumbo-Visma         | + 5' 20"    |
| 3r | Richard Carapaz Montenegro    | Ineos Grenadiers    | + 7' 03"    |
| 4t | Ben O'Connor                  | AG2R Citroën Team   | + 10' 02"   |
| 5è | Wilco Kelderman               | Bora-Hansgrohe      | + 10' 13"   |
| 6è | Enric Mas Nicolau             | Movistar Team       | + 11' 43"   |
| 7è | Aleksei Lutsenko              | Astana-Premier Tech | + 12' 23"   |
| 8è | Guillaume Martin              | Cofidis             | + 15' 33"   |
| 9è | Peio Bilbao López de Armentia | Bahrain Victorious  | + 16' 04"   |
| 10è | Rigoberto Urán                | EF Education-Nippo  | + 18' 34"   |

### Etapa 21
18 de juliol de 2021. Chatou - París. 108,4 km
| \| Classificació de l'etapa \| Classificació de l'etapa \| Classificació de l'etapa \| Classificació de l'etapa \| Classificació de l'etapa \| \| Corredor \| Corredor \| Equip \| Temps \| \| \| ------------------------ \| ------------------------ \| ---------------------------------- \| ------------------------ \| ------------------------ \| \| 1r \| Wout van Aert \| Jumbo-Visma \| 2h 39' 37" \| \| \| 2n \| Jasper Philipsen \| Alpecin-Fenix \| + 0" \| \| \| 3r \| Mark Cavendish \| Deceuninck-Quick Step \| + 0" \| \| \| 4t \| Luka Mezgec \| BikeExchange \| + 0" \| \| \| 5è \| André Greipel \| Israel Start-Up Nation \| + 0" \| \| \| 6è \| Danny van Poppel \| Intermarché-Wanty-Gobert Matériaux \| + 0" \| \| \| 7è \| Michael Matthews \| BikeExchange \| + 0" \| \| \| 8è \| Alexander Aranburu Deba \| Astana-Premier Tech \| + 0" \| \| \| 9è \| Cyril Barthe \| B&B Hotels p/b KTM \| + 0" \| \| \| 10è \| Max Walscheid \| Qhubeka NextHash \| + 0" \| \| |                         |                                    |            |
| |                         |                                    |            |
| Font: ProCyclingStats |                         |                                    |            |
| Classificació de l'etapa |                         |                                    |            |
| Corredor | Corredor                | Equip                              | Temps      |
| 1r | Wout van Aert           | Jumbo-Visma                        | 2h 39' 37" |
| 2n | Jasper Philipsen        | Alpecin-Fenix                      | + 0"       |
| 3r | Mark Cavendish          | Deceuninck-Quick Step              | + 0"       |
| 4t | Luka Mezgec             | BikeExchange                       | + 0"       |
| 5è | André Greipel           | Israel Start-Up Nation             | + 0"       |
| 6è | Danny van Poppel        | Intermarché-Wanty-Gobert Matériaux | + 0"       |
| 7è | Michael Matthews        | BikeExchange                       | + 0"       |
| 8è | Alexander Aranburu Deba | Astana-Premier Tech                | + 0"       |
| 9è | Cyril Barthe            | B&B Hotels p/b KTM                 | + 0"       |
| 10è | Max Walscheid           | Qhubeka NextHash                   | + 0"       |

| \| Classificació general \| Classificació general \| Classificació general \| Classificació general \| Classificació general \| \| Corredor \| Corredor \| Equip \| Temps \| \| \| --------------------- \| ----------------------------- \| --------------------- \| --------------------- \| --------------------- \| \| 1r \| Tadej Pogačar \| UAE Team Emirates \| 82h 56' 36" \| \| \| 2n \| Jonas Vingegaard \| Jumbo-Visma \| + 5' 20" \| \| \| 3r \| Richard Carapaz Montenegro \| Ineos Grenadiers \| + 7' 03" \| \| \| 4t \| Ben O'Connor \| AG2R Citroën Team \| + 10' 02" \| \| \| 5è \| Wilco Kelderman \| Bora-Hansgrohe \| + 10' 13" \| \| \| 6è \| Enric Mas Nicolau \| Movistar Team \| + 11' 43" \| \| \| 7è \| Aleksei Lutsenko \| Astana-Premier Tech \| + 12' 23" \| \| \| 8è \| Guillaume Martin \| Cofidis \| + 15' 33" \| \| \| 9è \| Peio Bilbao López de Armentia \| Bahrain Victorious \| + 16' 04" \| \| \| 10è \| Rigoberto Urán \| EF Education-Nippo \| + 18' 34" \| \| |                               |                     |             |
| |                               |                     |             |
| Font: ProCyclingStats |                               |                     |             |
| Classificació general |                               |                     |             |
| Corredor | Corredor                      | Equip               | Temps       |
| 1r | Tadej Pogačar                 | UAE Team Emirates   | 82h 56' 36" |
| 2n | Jonas Vingegaard              | Jumbo-Visma         | + 5' 20"    |
| 3r | Richard Carapaz Montenegro    | Ineos Grenadiers    | + 7' 03"    |
| 4t | Ben O'Connor                  | AG2R Citroën Team   | + 10' 02"   |
| 5è | Wilco Kelderman               | Bora-Hansgrohe      | + 10' 13"   |
| 6è | Enric Mas Nicolau             | Movistar Team       | + 11' 43"   |
| 7è | Aleksei Lutsenko              | Astana-Premier Tech | + 12' 23"   |
| 8è | Guillaume Martin              | Cofidis             | + 15' 33"   |
| 9è | Peio Bilbao López de Armentia | Bahrain Victorious  | + 16' 04"   |
| 10è | Rigoberto Urán                | EF Education-Nippo  | + 18' 34"   |

## Classificacions finals

### Classificació general
| \| Classificació general \| Classificació general \| Classificació general \| Classificació general \| Classificació general \| \| Corredor \| Corredor \| Equip \| Temps \| \| \| --------------------- \| ----------------------------- \| ---------------------------------- \| --------------------- \| --------------------- \| \| 1r \| Tadej Pogačar \| UAE Team Emirates \| 82h 56' 36" \| \| \| 2n \| Jonas Vingegaard \| Jumbo-Visma \| + 5' 20" \| \| \| 3r \| Richard Carapaz Montenegro \| Ineos Grenadiers \| + 7' 03" \| \| \| 4t \| Ben O'Connor \| AG2R Citroën Team \| + 10' 02" \| \| \| 5è \| Wilco Kelderman \| Bora-Hansgrohe \| + 10' 13" \| \| \| 6è \| Enric Mas Nicolau \| Movistar Team \| + 11' 43" \| \| \| 7è \| Aleksei Lutsenko \| Astana-Premier Tech \| + 12' 23" \| \| \| 8è \| Guillaume Martin \| Cofidis \| + 15' 33" \| \| \| 9è \| Peio Bilbao López de Armentia \| Bahrain Victorious \| + 16' 04" \| \| \| 10è \| Rigoberto Urán \| EF Education-Nippo \| + 18' 34" \| \| \| 11è \| David Gaudu \| Groupama-FDJ \| + 21' 50" \| \| \| 12è \| Mattia Cattaneo \| Deceuninck-Quick Step \| + 24' 58" \| \| \| 13è \| Esteban Chaves Rubio \| BikeExchange \| + 37' 48" \| \| \| 14è \| Louis Meintjes \| Intermarché-Wanty-Gobert Matériaux \| + 38' 09" \| \| \| 15è \| Aurélien Paret-Peintre \| AG2R Citroën Team \| + 39' 09" \| \| \| 16è \| Wout Poels \| Bahrain Victorious \| + 51' 22" \| \| \| 17è \| Dylan Teuns \| Bahrain Victorious \| + 51' 40" \| \| \| 18è \| Ruben Guerreiro \| EF Education-Nippo \| + 54' 10" \| \| \| 19è \| Wout van Aert \| Jumbo-Visma \| + 57' 02" \| \| \| 20è \| Bauke Mollema \| Trek-Segafredo \| + 1h 02' 18" \| \| \| 21è \| Sergio Henao Montoya \| Qhubeka NextHash \| + 1h 03' 12" \| \| \| 22è \| Franck Bonnamour \| B&B Hotels p/b KTM \| + 1h 04' 35" \| \| \| 23è \| Jonathan Castroviejo Nicolás \| Ineos Grenadiers \| + 1h 06' 20" \| \| \| 24è \| Alejandro Valverde Belmonte \| Movistar Team \| + 1h 07' 50" \| \| \| 25è \| Sergio Higuita García \| EF Education-Nippo \| + 1h 09' 16" \| \| |                               |                                    |              |
| |                               |                                    |              |
| Font: ProCyclingStats |                               |                                    |              |
| Classificació general |                               |                                    |              |
| Corredor | Corredor                      | Equip                              | Temps        |
| 1r | Tadej Pogačar                 | UAE Team Emirates                  | 82h 56' 36"  |
| 2n | Jonas Vingegaard              | Jumbo-Visma                        | + 5' 20"     |
| 3r | Richard Carapaz Montenegro    | Ineos Grenadiers                   | + 7' 03"     |
| 4t | Ben O'Connor                  | AG2R Citroën Team                  | + 10' 02"    |
| 5è | Wilco Kelderman               | Bora-Hansgrohe                     | + 10' 13"    |
| 6è | Enric Mas Nicolau             | Movistar Team                      | + 11' 43"    |
| 7è | Aleksei Lutsenko              | Astana-Premier Tech                | + 12' 23"    |
| 8è | Guillaume Martin              | Cofidis                            | + 15' 33"    |
| 9è | Peio Bilbao López de Armentia | Bahrain Victorious                 | + 16' 04"    |
| 10è | Rigoberto Urán                | EF Education-Nippo                 | + 18' 34"    |
| 11è | David Gaudu                   | Groupama-FDJ                       | + 21' 50"    |
| 12è | Mattia Cattaneo               | Deceuninck-Quick Step              | + 24' 58"    |
| 13è | Esteban Chaves Rubio          | BikeExchange                       | + 37' 48"    |
| 14è | Louis Meintjes                | Intermarché-Wanty-Gobert Matériaux | + 38' 09"    |
| 15è | Aurélien Paret-Peintre        | AG2R Citroën Team                  | + 39' 09"    |
| 16è | Wout Poels                    | Bahrain Victorious                 | + 51' 22"    |
| 17è | Dylan Teuns                   | Bahrain Victorious                 | + 51' 40"    |
| 18è | Ruben Guerreiro               | EF Education-Nippo                 | + 54' 10"    |
| 19è | Wout van Aert                 | Jumbo-Visma                        | + 57' 02"    |
| 20è | Bauke Mollema                 | Trek-Segafredo                     | + 1h 02' 18" |
| 21è | Sergio Henao Montoya          | Qhubeka NextHash                   | + 1h 03' 12" |
| 22è | Franck Bonnamour              | B&B Hotels p/b KTM                 | + 1h 04' 35" |
| 23è | Jonathan Castroviejo Nicolás  | Ineos Grenadiers                   | + 1h 06' 20" |
| 24è | Alejandro Valverde Belmonte   | Movistar Team                      | + 1h 07' 50" |
| 25è | Sergio Higuita García         | EF Education-Nippo                 | + 1h 09' 16" |

### Classificacions secundàries
| Classificació per punts | Classificació per punts | Classificació per punts | Classificació per punts | Classificació per punts |
| Corredor                | Corredor                | Equip                   | Punts                   |                         |
| ----------------------- | ----------------------- | ----------------------- | ----------------------- | ----------------------- |
| 1r                      | Mark Cavendish          | Deceuninck-Quick Step   | 337 pts                 |                         |
| 2n                      | Michael Matthews        | BikeExchange            | 291 pts                 |                         |
| 3r                      | Sonny Colbrelli         | Bahrain Victorious      | 227 pts                 |                         |
| 4t                      | Jasper Philipsen        | Alpecin-Fenix           | 216 pts                 |                         |
| 5è                      | Wout van Aert           | Jumbo-Visma             | 171 pts                 |                         |
| 6è                      | Matej Mohorič           | Bahrain Victorious      | 163 pts                 |                         |
| 7è                      | Julian Alaphilippe      | Deceuninck-Quick Step   | 163 pts                 |                         |
| 8è                      | Tadej Pogačar           | UAE Team Emirates       | 154 pts                 |                         |
| 9è                      | Michael Mørkøv          | Deceuninck-Quick Step   | 124 pts                 |                         |
| 10è                     | Jonas Vingegaard        | Jumbo-Visma             | 103 pts                 |                         |

| Classificació per punts | Classificació per punts | Classificació per punts | Classificació per punts | Classificació per punts |
| Corredor                | Corredor                | Equip                   | Punts                   |                         |
| ----------------------- | ----------------------- | ----------------------- | ----------------------- | ----------------------- |
| 1r                      | Mark Cavendish          | Deceuninck-Quick Step   | 337 pts                 |                         |
| 2n                      | Michael Matthews        | BikeExchange            | 291 pts                 |                         |
| 3r                      | Sonny Colbrelli         | Bahrain Victorious      | 227 pts                 |                         |
| 4t                      | Jasper Philipsen        | Alpecin-Fenix           | 216 pts                 |                         |
| 5è                      | Wout van Aert           | Jumbo-Visma             | 171 pts                 |                         |
| 6è                      | Matej Mohorič           | Bahrain Victorious      | 163 pts                 |                         |
| 7è                      | Julian Alaphilippe      | Deceuninck-Quick Step   | 163 pts                 |                         |
| 8è                      | Tadej Pogačar           | UAE Team Emirates       | 154 pts                 |                         |
| 9è                      | Michael Mørkøv          | Deceuninck-Quick Step   | 124 pts                 |                         |
| 10è                     | Jonas Vingegaard        | Jumbo-Visma             | 103 pts                 |                         |

| Classificació de la muntanya | Classificació de la muntanya | Classificació de la muntanya | Classificació de la muntanya | Classificació de la muntanya |
| Corredor                     | Corredor                     | Equip                        | Punts                        |                              |
| ---------------------------- | ---------------------------- | ---------------------------- | ---------------------------- | ---------------------------- |
| 1r                           | Tadej Pogačar                | UAE Team Emirates            | 107 pts                      |                              |
| 2n                           | Wout Poels                   | Bahrain Victorious           | 88 pts                       |                              |
| 3r                           | Jonas Vingegaard             | Jumbo-Visma                  | 82 pts                       |                              |
| 4t                           | Wout van Aert                | Jumbo-Visma                  | 68 pts                       |                              |
| 5è                           | Nairo Quintana Rojas         | Arkéa-Samsic                 | 66 pts                       |                              |
| 6è                           | Richard Carapaz Montenegro   | Ineos Grenadiers             | 56 pts                       |                              |
| 7è                           | Ben O'Connor                 | AG2R Citroën Team            | 44 pts                       |                              |
| 8è                           | Bauke Mollema                | Trek-Segafredo               | 41 pts                       |                              |
| 9è                           | David Gaudu                  | Groupama-FDJ                 | 41 pts                       |                              |
| 10è                          | Anthony Perez                | Cofidis                      | 37 pts                       |                              |

| Classificació de la muntanya | Classificació de la muntanya | Classificació de la muntanya | Classificació de la muntanya | Classificació de la muntanya |
| Corredor                     | Corredor                     | Equip                        | Punts                        |                              |
| ---------------------------- | ---------------------------- | ---------------------------- | ---------------------------- | ---------------------------- |
| 1r                           | Tadej Pogačar                | UAE Team Emirates            | 107 pts                      |                              |
| 2n                           | Wout Poels                   | Bahrain Victorious           | 88 pts                       |                              |
| 3r                           | Jonas Vingegaard             | Jumbo-Visma                  | 82 pts                       |                              |
| 4t                           | Wout van Aert                | Jumbo-Visma                  | 68 pts                       |                              |
| 5è                           | Nairo Quintana Rojas         | Arkéa-Samsic                 | 66 pts                       |                              |
| 6è                           | Richard Carapaz Montenegro   | Ineos Grenadiers             | 56 pts                       |                              |
| 7è                           | Ben O'Connor                 | AG2R Citroën Team            | 44 pts                       |                              |
| 8è                           | Bauke Mollema                | Trek-Segafredo               | 41 pts                       |                              |
| 9è                           | David Gaudu                  | Groupama-FDJ                 | 41 pts                       |                              |
| 10è                          | Anthony Perez                | Cofidis                      | 37 pts                       |                              |

| Classificació del millor jove | Classificació del millor jove | Classificació del millor jove | Classificació del millor jove | Classificació del millor jove |
| Corredor                      | Corredor                      | Equip                         | Temps                         |                               |
| ----------------------------- | ----------------------------- | ----------------------------- | ----------------------------- | ----------------------------- |
| 1r                            | Tadej Pogačar                 | UAE Team Emirates             | 82h 56' 36"                   |                               |
| 2n                            | Jonas Vingegaard              | Jumbo-Visma                   | + 5' 20"                      |                               |
| 3r                            | David Gaudu                   | Groupama-FDJ                  | + 21' 50"                     |                               |
| 4t                            | Aurélien Paret-Peintre        | AG2R Citroën Team             | + 39' 09"                     |                               |
| 5è                            | Sergio Higuita García         | EF Education-Nippo            | + 1h 09' 16"                  |                               |
| 6è                            | Valentin Madouas              | Groupama-FDJ                  | + 2h 11' 39"                  |                               |
| 7è                            | Neilson Powless               | EF Education-Nippo            | + 2h 13' 33"                  |                               |
| 8è                            | Mark Donovan                  | Team DSM                      | + 2h 17' 40"                  |                               |
| 9è                            | Jonas Rutsch                  | EF Education-Nippo            | + 2h 29' 33"                  |                               |
| 10è                           | Brent Van Moer                | Lotto-Soudal                  | + 2h 43' 49"                  |                               |

| Classificació del millor jove | Classificació del millor jove | Classificació del millor jove | Classificació del millor jove | Classificació del millor jove |
| Corredor                      | Corredor                      | Equip                         | Temps                         |                               |
| ----------------------------- | ----------------------------- | ----------------------------- | ----------------------------- | ----------------------------- |
| 1r                            | Tadej Pogačar                 | UAE Team Emirates             | 82h 56' 36"                   |                               |
| 2n                            | Jonas Vingegaard              | Jumbo-Visma                   | + 5' 20"                      |                               |
| 3r                            | David Gaudu                   | Groupama-FDJ                  | + 21' 50"                     |                               |
| 4t                            | Aurélien Paret-Peintre        | AG2R Citroën Team             | + 39' 09"                     |                               |
| 5è                            | Sergio Higuita García         | EF Education-Nippo            | + 1h 09' 16"                  |                               |
| 6è                            | Valentin Madouas              | Groupama-FDJ                  | + 2h 11' 39"                  |                               |
| 7è                            | Neilson Powless               | EF Education-Nippo            | + 2h 13' 33"                  |                               |
| 8è                            | Mark Donovan                  | Team DSM                      | + 2h 17' 40"                  |                               |
| 9è                            | Jonas Rutsch                  | EF Education-Nippo            | + 2h 29' 33"                  |                               |
| 10è                           | Brent Van Moer                | Lotto-Soudal                  | + 2h 43' 49"                  |                               |

| Classificació per equips | Classificació per equips | Classificació per equips | Classificació per equips |
| Equip                    | Equip                    | Temps                    |                          |
| ------------------------ | ------------------------ | ------------------------ | ------------------------ |
| 1r                       | Bahrain Victorious       | 249h 16' 47"             |                          |
| 2n                       | EF Education-Nippo       | + 19' 12"                |                          |
| 3r                       | Jumbo-Visma              | + 1h 11' 35"             |                          |
| 4t                       | Ineos Grenadiers         | + 1h 27' 10"             |                          |
| 5è                       | AG2R Citroën Team        | + 1h 31' 54"             |                          |
| 6è                       | Bora-Hansgrohe           | + 1h 36' 44"             |                          |
| 7è                       | Trek-Segafredo           | + 1h 47' 04"             |                          |
| 8è                       | Astana-Premier Tech      | + 2h 01' 45"             |                          |
| 9è                       | Movistar Team            | + 2h 04' 28"             |                          |
| 10è                      | UAE Team Emirates        | + 2h 38' 08"             |                          |

| Classificació per equips | Classificació per equips | Classificació per equips | Classificació per equips |
| Equip                    | Equip                    | Temps                    |                          |
| ------------------------ | ------------------------ | ------------------------ | ------------------------ |
| 1r                       | Bahrain Victorious       | 249h 16' 47"             |                          |
| 2n                       | EF Education-Nippo       | + 19' 12"                |                          |
| 3r                       | Jumbo-Visma              | + 1h 11' 35"             |                          |
| 4t                       | Ineos Grenadiers         | + 1h 27' 10"             |                          |
| 5è                       | AG2R Citroën Team        | + 1h 31' 54"             |                          |
| 6è                       | Bora-Hansgrohe           | + 1h 36' 44"             |                          |
| 7è                       | Trek-Segafredo           | + 1h 47' 04"             |                          |
| 8è                       | Astana-Premier Tech      | + 2h 01' 45"             |                          |
| 9è                       | Movistar Team            | + 2h 04' 28"             |                          |
| 10è                      | UAE Team Emirates        | + 2h 38' 08"             |                          |

## Evolució de les classificacions
| Etapa | Vencedor             | Classificació general | Classificació per punts | Classificació de muntanya | Classificació jove | Classificació per equips | Premi de la combativitat |
| ----- | -------------------- | --------------------- | ----------------------- | ------------------------- | ------------------ | ------------------------ | ------------------------ |
| 1     | Julian Alaphilippe   | Julian Alaphilippe    | Julian Alaphilippe      | Ide Schelling             | Tadej Pogačar      | Jumbo-Visma              | Ide Schelling            |
| 2     | Mathieu van der Poel | Mathieu van der Poel  | Julian Alaphilippe      | Mathieu van der Poel      | Tadej Pogačar      | Jumbo-Visma              | Edward Theuns            |
| 3     | Tim Merlier          | Mathieu van der Poel  | Julian Alaphilippe      | Ide Schelling             | Tadej Pogačar      | Bahrain Victorious       | Michael Schär            |
| 4     | Mark Cavendish       | Mathieu van der Poel  | Mark Cavendish          | Ide Schelling             | Tadej Pogačar      | Bahrain Victorious       | Brent Van Moer           |
| 5     | Tadej Pogačar        | Mathieu van der Poel  | Mark Cavendish          | Ide Schelling             | Tadej Pogačar      | Jumbo-Visma              | no entregat              |
| 6     | Mark Cavendish       | Mathieu van der Poel  | Mark Cavendish          | Ide Schelling             | Tadej Pogačar      | Jumbo-Visma              | Greg van Avermaet        |
| 7     | Matej Mohorič        | Mathieu van der Poel  | Mark Cavendish          | Matej Mohorič             | Tadej Pogačar      | Jumbo-Visma              | Matej Mohorič            |
| 8     | Dylan Teuns          | Tadej Pogačar         | Mark Cavendish          | Wout Poels                | Tadej Pogačar      | Bahrain Victorious       | Wout Poels               |
| 9     | Ben O'Connor         | Tadej Pogačar         | Mark Cavendish          | Nairo Quintana            | Tadej Pogačar      | Bahrain Victorious       | Ben O'Connor             |
| 10    | Mark Cavendish       | Tadej Pogačar         | Mark Cavendish          | Nairo Quintana            | Tadej Pogačar      | Bahrain Victorious       | Hugo Houle               |
| 11    | Wout van Aert        | Tadej Pogačar         | Mark Cavendish          | Nairo Quintana            | Tadej Pogačar      | Bahrain Victorious       | Kenny Elissonde          |
| 12    | Nils Politt          | Tadej Pogačar         | Mark Cavendish          | Nairo Quintana            | Tadej Pogačar      | Bahrain Victorious       | Nils Politt              |
| 13    | Mark Cavendish       | Tadej Pogačar         | Mark Cavendish          | Nairo Quintana            | Tadej Pogačar      | Bahrain Victorious       | Kevin Pacher             |
| 14    | Bauke Mollema        | Tadej Pogačar         | Mark Cavendish          | Michael Woods             | Tadej Pogačar      | Bahrain Victorious       | Bauke Mollema            |
| 15    | Sepp Kuss            | Tadej Pogačar         | Mark Cavendish          | Wout Poels                | Tadej Pogačar      | Bahrain Victorious       | Wout van Aert            |
| 16    | Patrick Konrad       | Tadej Pogačar         | Mark Cavendish          | Wout Poels                | Tadej Pogačar      | Bahrain Victorious       | Patrick Konrad           |
| 17    | Tadej Pogačar        | Tadej Pogačar         | Mark Cavendish          | Wout Poels                | Tadej Pogačar      | Bahrain Victorious       | Anthony Perez            |
| 18    | Tadej Pogačar        | Tadej Pogačar         | Mark Cavendish          | Tadej Pogačar             | Tadej Pogačar      | Bahrain Victorious       | David Gaudu              |
| 19    | Matej Mohorič        | Tadej Pogačar         | Mark Cavendish          | Tadej Pogačar             | Tadej Pogačar      | Bahrain Victorious       | Matej Mohorič            |
| 20    | Wout Van Aert        | Tadej Pogačar         | Mark Cavendish          | Tadej Pogačar             | Tadej Pogačar      | Bahrain Victorious       | No entregat              |
| 21    | Wout Van Aert        | Tadej Pogačar         | Mark Cavendish          | Tadej Pogačar             | Tadej Pogačar      | Bahrain Victorious       | No entregat              |
| Final | Final                | Tadej Pogačar         | Mark Cavendish          | Tadej Pogačar             | Tadej Pogačar      | Bahrain Victorious       | Frank Bonnamour          |

## Participants
| UAE Team Emirates UAD | UAE Team Emirates UAD            | UAE Team Emirates UAD |
| --------------------- | -------------------------------- | --------------------- |
| Núm                   | Ciclista                         | Pos                   |
| 1                     | Tadej Pogačar (SLO)              | 1r                    |
| 2                     | Mikkel Bjerg (DEN)               | 110è                  |
| 3                     | Rui Alberto Faria da Costa (POR) | 77è                   |
| 4                     | Davide Formolo (ITA)             | 44è                   |
| 5                     | Marc Hirschi (SUI)               | 98è                   |
| 6                     | Vegard Stake Laengen (NOR)       | 112è                  |
| 7                     | Rafał Majka (POL)                | 34è                   |
| 8                     | Brandon McNulty (USA)            | 69è                   |

| Jumbo-Visma TJV | Jumbo-Visma TJV            | Jumbo-Visma TJV |
| --------------- | -------------------------- | --------------- |
| Núm             | Ciclista                   | Pos             |
| 11              | Primož Roglič (SLO)        | NP-9            |
| 12              | Wout van Aert (BEL) (ruta) | 19è             |
| 13              | Robert Gesink (NED)        | DNF-3           |
| 14              | Steven Kruijswijk (NED)    | DNF-17          |
| 15              | Sepp Kuss (USA)            | 32è             |
| 16              | Tony Martin (GER) (crono)  | DNF-11          |
| 17              | Mike Teunissen (NED)       | 76è             |
| 18              | Jonas Vingegaard (DEN)     | 2n              |

| Ineos Grenadiers IGD | Ineos Grenadiers IGD               | Ineos Grenadiers IGD |
| -------------------- | ---------------------------------- | -------------------- |
| Núm                  | Ciclista                           | Pos                  |
| 21                   | Geraint Thomas (GBR)               | 41è                  |
| 22                   | Richard Carapaz Montenegro (ECU)   | 3r                   |
| 23                   | Jonathan Castroviejo Nicolás (ESP) | 23è                  |
| 24                   | Tao Geoghegan Hart (GBR)           | 60è                  |
| 25                   | Michał Kwiatkowski (POL)           | 68è                  |
| 26                   | Richie Porte (AUS)                 | 38è                  |
| 27                   | Luke Rowe (GBR)                    | FC-11                |
| 28                   | Dylan van Baarle (NED)             | 54è                  |

| Israel Start-Up Nation ISN | Israel Start-Up Nation ISN   | Israel Start-Up Nation ISN |
| -------------------------- | ---------------------------- | -------------------------- |
| Núm                        | Ciclista                     | Pos                        |
| 31                         | Christopher Froome (GBR)     | 133è                       |
| 32                         | Guillaume Boivin (CAN)       | 105è                       |
| 33                         | Omer Goldstein (ISR) (crono) | 122è                       |
| 34                         | André Greipel (GER)          | 125è                       |
| 35                         | Reto Hollenstein (SUI)       | 136è                       |
| 36                         | Daniel Martin (IRL)          | 40è                        |
| 37                         | Michael Woods (CAN)          | NP-19                      |
| 38                         | Rick Zabel (GER)             | 134è                       |

| Trek-Segafredo TFS | Trek-Segafredo TFS                | Trek-Segafredo TFS |
| ------------------ | --------------------------------- | ------------------ |
| Núm                | Ciclista                          | Pos                |
| 41                 | Vincenzo Nibali (ITA)             | NP-16              |
| 42                 | Julien Bernard (FRA)              | 37è                |
| 43                 | Kenny Elissonde (FRA)             | 36è                |
| 44                 | Bauke Mollema (NED)               | 20è                |
| 45                 | Mads Pedersen (DEN)               | 137è               |
| 46                 | Toms Skujiņš (LAT) (ruta i crono) | 71è                |
| 47                 | Jasper Stuyven (BEL)              | 39è                |
| 48                 | Edward Theuns (BEL)               | 104è               |

| Deceuninck-Quick Step DQT | Deceuninck-Quick Step DQT       | Deceuninck-Quick Step DQT |
| ------------------------- | ------------------------------- | ------------------------- |
| Núm                       | Ciclista                        | Pos                       |
| 51                        | Julian Alaphilippe (FRA) (ruta) | 30è                       |
| 52                        | Kasper Asgreen (DEN) (crono)    | 64è                       |
| 53                        | Davide Ballerini (ITA)          | 108è                      |
| 54                        | Mattia Cattaneo (ITA)           | 12è                       |
| 55                        | Mark Cavendish (GBR)            | 139è                      |
| 56                        | Tim Declercq (BEL)              | 141è                      |
| 57                        | Dries Devenyns (BEL)            | 135è                      |
| 58                        | Michael Mørkøv (DEN)            | 138è                      |

| Movistar Team MOV | Movistar Team MOV                 | Movistar Team MOV |
| ----------------- | --------------------------------- | ----------------- |
| Núm               | Ciclista                          | Pos               |
| 61                | Miguel Ángel López Moreno (COL)   | NP-19             |
| 62                | Jorge Arcas (ESP)                 | 90è               |
| 63                | Imanol Erviti Ollo (ESP)          | 67è               |
| 64                | Iván García Cortina (ESP)         | 94è               |
| 65                | Enric Mas Nicolau (ESP)           | 6è                |
| 66                | Marc Soler i Giménez (ESP)        | NP-2              |
| 67                | Alejandro Valverde Belmonte (ESP) | 24è               |
| 68                | Carlos Verona Quintanilla (ESP)   | 101è              |

| Bora-Hansgrohe BOH | Bora-Hansgrohe BOH          | Bora-Hansgrohe BOH |
| ------------------ | --------------------------- | ------------------ |
| Núm                | Ciclista                    | Pos                |
| 71                 | Peter Sagan (SVK) (ruta)    | NP-12              |
| 72                 | Emanuel Buchmann (GER)      | 33è                |
| 73                 | Wilco Kelderman (NED)       | 5è                 |
| 74                 | Patrick Konrad (AUT) (ruta) | 27è                |
| 75                 | Daniel Oss (ITA)            | 115è               |
| 76                 | Nils Politt (GER)           | 50è                |
| 77                 | Lukas Pöstlberger (AUT)     | 116è               |
| 78                 | Ide Schelling (NED)         | 119è               |

| Groupama-FDJ GFC | Groupama-FDJ GFC                 | Groupama-FDJ GFC |
| ---------------- | -------------------------------- | ---------------- |
| Núm              | Ciclista                         | Pos              |
| 81               | David Gaudu (FRA)                | 11è              |
| 82               | Bruno Armirail (FRA)             | 83è              |
| 83               | Arnaud Démare (FRA)              | FC-9             |
| 84               | Jacopo Guarnieri (ITA)           | FC-9             |
| 85               | Ignatas Konovalovas (LTU) (ruta) | DNF-1            |
| 86               | Stefan Küng (SUI) (crono)        | 49è              |
| 87               | Valentin Madouas (FRA)           | 42è              |
| 88               | Miles Scotson (AUS)              | DNF-11           |

| Cofidis COF | Cofidis COF                   | Cofidis COF |
| ----------- | ----------------------------- | ----------- |
| Núm         | Ciclista                      | Pos         |
| 91          | Guillaume Martin (FRA)        | 8è          |
| 92          | Rubén Fernández Andújar (ESP) | 84è         |
| 93          | Simon Geschke (GER)           | 62è         |
| 94          | Jesús Herrada López (ESP)     | 87è         |
| 95          | Christophe Laporte (FRA)      | 91è         |
| 96          | Anthony Perez (FRA)           | 86è         |
| 97          | Pierre-Luc Périchon (FRA)     | 92è         |
| 98          | Jelle Wallays (BEL)           | 131è        |

| Alpecin-Fenix AFC | Alpecin-Fenix AFC           | Alpecin-Fenix AFC |
| ----------------- | --------------------------- | ----------------- |
| Núm               | Ciclista                    | Pos               |
| 101               | Mathieu van der Poel (NED)  | NP-9              |
| 102               | Silvan Dillier (SUI) (ruta) | 59è               |
| 103               | Tim Merlier (BEL)           | DNF-9             |
| 104               | Xandro Meurisse (BEL)       | 29è               |
| 105               | Jasper Philipsen (BEL)      | 109è              |
| 106               | Jonas Rickaert (BEL)        | 95è               |
| 107               | Kristian Sbaragli (ITA)     | 106è              |
| 108               | Petr Vakoč (CZE)            | 118è              |

| EF Education-Nippo EFN | EF Education-Nippo EFN         | EF Education-Nippo EFN |
| ---------------------- | ------------------------------ | ---------------------- |
| Núm                    | Ciclista                       | Pos                    |
| 111                    | Rigoberto Urán (COL)           | 10è                    |
| 112                    | Stefan Bissegger (SUI)         | 103è                   |
| 113                    | Ruben Guerreiro (POR)          | 18è                    |
| 114                    | Sergio Higuita García (COL)    | 25è                    |
| 115                    | Michael Valgren Andersen (DEN) | 53è                    |
| 116                    | Magnus Cort Nielsen (DEN)      | 56è                    |
| 117                    | Neilson Powless (USA)          | 43è                    |
| 118                    | Jonas Rutsch (GER)             | 55è                    |

| AG2R Citroën Team ACT | AG2R Citroën Team ACT        | AG2R Citroën Team ACT |
| --------------------- | ---------------------------- | --------------------- |
| Núm                   | Ciclista                     | Pos                   |
| 121                   | Benoît Cosnefroy (FRA)       | 107è                  |
| 122                   | Dorian Godon (FRA)           | 75è                   |
| 123                   | Oliver Naesen (BEL)          | 70è                   |
| 124                   | Ben O'Connor (AUS)           | 4t                    |
| 125                   | Aurélien Paret-Peintre (FRA) | 15è                   |
| 126                   | Nans Peters (FRA)            | DNF-9                 |
| 127                   | Michael Schär (SUI)          | 58è                   |
| 128                   | Greg Van Avermaet (BEL)      | 97è                   |

| Arkéa-Samsic ARK | Arkéa-Samsic ARK           | Arkéa-Samsic ARK |
| ---------------- | -------------------------- | ---------------- |
| Núm              | Ciclista                   | Pos              |
| 131              | Warren Barguil (FRA)       | NP-14            |
| 132              | Nacer Bouhanni (FRA)       | DNF-15           |
| 133              | Anthony Delaplace (FRA)    | FC-9             |
| 134              | Élie Gesbert (FRA)         | 61è              |
| 135              | Daniel McLay (GBR)         | DNF-11           |
| 136              | Nairo Quintana Rojas (COL) | 28è              |
| 137              | Clément Russo (FRA)        | DNF-11           |
| 138              | Connor Swift (GBR)         | 89è              |

| Team DSM DSM | Team DSM DSM               | Team DSM DSM |
| ------------ | -------------------------- | ------------ |
| Núm          | Ciclista                   | Pos          |
| 141          | Søren Kragh Andersen (DEN) | NP-14        |
| 142          | Tiesj Benoot (BEL)         | DNF-11       |
| 143          | Cees Bol (NED)             | 140è         |
| 144          | Mark Donovan (GBR)         | 45è          |
| 145          | Nils Eekhoff (NED)         | 126è         |
| 146          | Joris Nieuwenhuis (NED)    | 128è         |
| 147          | Casper Pedersen (DEN)      | 111è         |
| 148          | Jasha Sütterlin (GER)      | DNF-1        |

| Lotto-Soudal LTS | Lotto-Soudal LTS         | Lotto-Soudal LTS |
| ---------------- | ------------------------ | ---------------- |
| Núm              | Ciclista                 | Pos              |
| 151              | Caleb Ewan (AUS)         | NP-4             |
| 152              | Jasper De Buyst (BEL)    | DNF-9            |
| 153              | Thomas De Gendt (BEL)    | 82è              |
| 154              | Philippe Gilbert (BEL)   | 99è              |
| 155              | Roger Kluge (GER)        | DNF-13           |
| 156              | Harry Sweeny (AUS)       | 85è              |
| 157              | Tosh Van der Sande (BEL) | DNF-11           |
| 158              | Brent Van Moer (BEL)     | 65è              |

| Bahrain Victorious TBV | Bahrain Victorious TBV              | Bahrain Victorious TBV |
| ---------------------- | ----------------------------------- | ---------------------- |
| Núm                    | Ciclista                            | Pos                    |
| 161                    | Jack Haig (AUS)                     | DNF-3                  |
| 162                    | Peio Bilbao López de Armentia (ESP) | 9è                     |
| 163                    | Sonny Colbrelli (ITA) (ruta)        | 52è                    |
| 164                    | Marco Haller (AUT)                  | 127è                   |
| 165                    | Matej Mohorič (SLO) (ruta)          | 31è                    |
| 166                    | Wout Poels (NED)                    | 16è                    |
| 167                    | Dylan Teuns (BEL)                   | 17è                    |
| 168                    | Fred Wright (GBR)                   | 96è                    |

| BikeExchange BEX | BikeExchange BEX              | BikeExchange BEX |
| ---------------- | ----------------------------- | ---------------- |
| Núm              | Ciclista                      | Pos              |
| 171              | Michael Matthews (AUS)        | 79è              |
| 172              | Esteban Chaves Rubio (COL)    | 13è              |
| 173              | Luke Durbridge (AUS)          | 100è             |
| 174              | Lucas Hamilton (AUS)          | DNF-13           |
| 175              | Amund Grøndahl Jansen (NOR)   | NP-16            |
| 176              | Christopher Juul-Jensen (DEN) | 114è             |
| 177              | Luka Mezgec (SLO)             | 102è             |
| 178              | Simon Yates (GBR)             | DNF-13           |

| Astana-Premier Tech APT | Astana-Premier Tech APT             | Astana-Premier Tech APT |
| ----------------------- | ----------------------------------- | ----------------------- |
| Núm                     | Ciclista                            | Pos                     |
| 181                     | Jakob Fuglsang (DEN)                | NP-21                   |
| 182                     | Alexander Aranburu Deba (ESP)       | 74è                     |
| 183                     | Stefan de Bod (RSA)                 | FC-9                    |
| 184                     | Omar Fraile Matarranz (ESP) (ruta)  | 57è                     |
| 185                     | Dmitri Grúzdev (KAZ)                | 113è                    |
| 186                     | Hugo Houle (CAN)                    | 66è                     |
| 187                     | Ion Izagirre Insausti (ESP) (crono) | 26è                     |
| 188                     | Aleksei Lutsenko (KAZ)              | 7è                      |

| Qhubeka NextHash TQA | Qhubeka NextHash TQA        | Qhubeka NextHash TQA |
| -------------------- | --------------------------- | -------------------- |
| Núm                  | Ciclista                    | Pos                  |
| 191                  | Sergio Henao Montoya (COL)  | 21è                  |
| 192                  | Carlos Barbero Cuesta (ESP) | 124è                 |
| 193                  | Sean Bennett (USA)          | 130è                 |
| 194                  | Victor Campenaerts (BEL)    | DNF-11               |
| 195                  | Simon Clarke (AUS)          | 123è                 |
| 196                  | Nicholas Dlamini (RSA)      | FC-9                 |
| 197                  | Michael Gogl (AUT)          | NP-13                |
| 198                  | Max Walscheid (GER)         | 121è                 |

| TotalEnergies TDE | TotalEnergies TDE                 | TotalEnergies TDE |
| ----------------- | --------------------------------- | ----------------- |
| Núm               | Ciclista                          | Pos               |
| 201               | Pierre Latour (FRA)               | 47è               |
| 202               | Edvald Boasson Hagen (NOR)        | FC-15             |
| 203               | Jérémy Cabot (FRA)                | 132è              |
| 204               | Víctor de la Parte González (ESP) | 72è               |
| 205               | Fabien Doubey (FRA)               | 78è               |
| 206               | Cristián Rodríguez Martín (ESP)   | 46è               |
| 207               | Julien Simon (FRA)                | 129è              |
| 208               | Anthony Turgis (FRA)              | 73è               |

| Intermarché-Wanty-Gobert Matériaux IWG | Intermarché-Wanty-Gobert Matériaux IWG | Intermarché-Wanty-Gobert Matériaux IWG |
| -------------------------------------- | -------------------------------------- | -------------------------------------- |
| Núm                                    | Ciclista                               | Pos                                    |
| 211                                    | Louis Meintjes (RSA)                   | 14è                                    |
| 212                                    | Jan Bakelants (BEL)                    | 48è                                    |
| 213                                    | Jonas Koch (GER)                       | NP-10                                  |
| 214                                    | Lorenzo Rota (ITA)                     | 63è                                    |
| 215                                    | Boy van Poppel (NED)                   | 117è                                   |
| 216                                    | Danny van Poppel (NED)                 | 120è                                   |
| 217                                    | Loïc Vliegen (BEL)                     | FC-9                                   |
| 218                                    | Georg Zimmermann (GER)                 | 80è                                    |

| B&B Hotels p/b KTM BBK | B&B Hotels p/b KTM BBK | B&B Hotels p/b KTM BBK |
| ---------------------- | ---------------------- | ---------------------- |
| Núm                    | Ciclista               | Pos                    |
| 221                    | Bryan Coquard (FRA)    | FC-9                   |
| 222                    | Cyril Barthe (FRA)     | 88è                    |
| 223                    | Franck Bonnamour (FRA) | 22è                    |
| 224                    | Maxime Chevalier (FRA) | 93è                    |
| 225                    | Cyril Gautier (FRA)    | 81è                    |
| 226                    | Cyril Lemoine (FRA)    | DNF-1                  |
| 227                    | Quentin Pacher (FRA)   | 35è                    |
| 228                    | Pierre Rolland (FRA)   | 51è                    |

| UAE Team Emirates UAD | UAE Team Emirates UAD            | UAE Team Emirates UAD |
| --------------------- | -------------------------------- | --------------------- |
| Núm                   | Ciclista                         | Pos                   |
| 1                     | Tadej Pogačar (SLO)              | 1r                    |
| 2                     | Mikkel Bjerg (DEN)               | 110è                  |
| 3                     | Rui Alberto Faria da Costa (POR) | 77è                   |
| 4                     | Davide Formolo (ITA)             | 44è                   |
| 5                     | Marc Hirschi (SUI)               | 98è                   |
| 6                     | Vegard Stake Laengen (NOR)       | 112è                  |
| 7                     | Rafał Majka (POL)                | 34è                   |
| 8                     | Brandon McNulty (USA)            | 69è                   |

| Jumbo-Visma TJV | Jumbo-Visma TJV            | Jumbo-Visma TJV |
| --------------- | -------------------------- | --------------- |
| Núm             | Ciclista                   | Pos             |
| 11              | Primož Roglič (SLO)        | NP-9            |
| 12              | Wout van Aert (BEL) (ruta) | 19è             |
| 13              | Robert Gesink (NED)        | DNF-3           |
| 14              | Steven Kruijswijk (NED)    | DNF-17          |
| 15              | Sepp Kuss (USA)            | 32è             |
| 16              | Tony Martin (GER) (crono)  | DNF-11          |
| 17              | Mike Teunissen (NED)       | 76è             |
| 18              | Jonas Vingegaard (DEN)     | 2n              |

| Ineos Grenadiers IGD | Ineos Grenadiers IGD               | Ineos Grenadiers IGD |
| -------------------- | ---------------------------------- | -------------------- |
| Núm                  | Ciclista                           | Pos                  |
| 21                   | Geraint Thomas (GBR)               | 41è                  |
| 22                   | Richard Carapaz Montenegro (ECU)   | 3r                   |
| 23                   | Jonathan Castroviejo Nicolás (ESP) | 23è                  |
| 24                   | Tao Geoghegan Hart (GBR)           | 60è                  |
| 25                   | Michał Kwiatkowski (POL)           | 68è                  |
| 26                   | Richie Porte (AUS)                 | 38è                  |
| 27                   | Luke Rowe (GBR)                    | FC-11                |
| 28                   | Dylan van Baarle (NED)             | 54è                  |

| Israel Start-Up Nation ISN | Israel Start-Up Nation ISN   | Israel Start-Up Nation ISN |
| -------------------------- | ---------------------------- | -------------------------- |
| Núm                        | Ciclista                     | Pos                        |
| 31                         | Christopher Froome (GBR)     | 133è                       |
| 32                         | Guillaume Boivin (CAN)       | 105è                       |
| 33                         | Omer Goldstein (ISR) (crono) | 122è                       |
| 34                         | André Greipel (GER)          | 125è                       |
| 35                         | Reto Hollenstein (SUI)       | 136è                       |
| 36                         | Daniel Martin (IRL)          | 40è                        |
| 37                         | Michael Woods (CAN)          | NP-19                      |
| 38                         | Rick Zabel (GER)             | 134è                       |

| Trek-Segafredo TFS | Trek-Segafredo TFS                | Trek-Segafredo TFS |
| ------------------ | --------------------------------- | ------------------ |
| Núm                | Ciclista                          | Pos                |
| 41                 | Vincenzo Nibali (ITA)             | NP-16              |
| 42                 | Julien Bernard (FRA)              | 37è                |
| 43                 | Kenny Elissonde (FRA)             | 36è                |
| 44                 | Bauke Mollema (NED)               | 20è                |
| 45                 | Mads Pedersen (DEN)               | 137è               |
| 46                 | Toms Skujiņš (LAT) (ruta i crono) | 71è                |
| 47                 | Jasper Stuyven (BEL)              | 39è                |
| 48                 | Edward Theuns (BEL)               | 104è               |

| Deceuninck-Quick Step DQT | Deceuninck-Quick Step DQT       | Deceuninck-Quick Step DQT |
| ------------------------- | ------------------------------- | ------------------------- |
| Núm                       | Ciclista                        | Pos                       |
| 51                        | Julian Alaphilippe (FRA) (ruta) | 30è                       |
| 52                        | Kasper Asgreen (DEN) (crono)    | 64è                       |
| 53                        | Davide Ballerini (ITA)          | 108è                      |
| 54                        | Mattia Cattaneo (ITA)           | 12è                       |
| 55                        | Mark Cavendish (GBR)            | 139è                      |
| 56                        | Tim Declercq (BEL)              | 141è                      |
| 57                        | Dries Devenyns (BEL)            | 135è                      |
| 58                        | Michael Mørkøv (DEN)            | 138è                      |

| Movistar Team MOV | Movistar Team MOV                 | Movistar Team MOV |
| ----------------- | --------------------------------- | ----------------- |
| Núm               | Ciclista                          | Pos               |
| 61                | Miguel Ángel López Moreno (COL)   | NP-19             |
| 62                | Jorge Arcas (ESP)                 | 90è               |
| 63                | Imanol Erviti Ollo (ESP)          | 67è               |
| 64                | Iván García Cortina (ESP)         | 94è               |
| 65                | Enric Mas Nicolau (ESP)           | 6è                |
| 66                | Marc Soler i Giménez (ESP)        | NP-2              |
| 67                | Alejandro Valverde Belmonte (ESP) | 24è               |
| 68                | Carlos Verona Quintanilla (ESP)   | 101è              |

| Bora-Hansgrohe BOH | Bora-Hansgrohe BOH          | Bora-Hansgrohe BOH |
| ------------------ | --------------------------- | ------------------ |
| Núm                | Ciclista                    | Pos                |
| 71                 | Peter Sagan (SVK) (ruta)    | NP-12              |
| 72                 | Emanuel Buchmann (GER)      | 33è                |
| 73                 | Wilco Kelderman (NED)       | 5è                 |
| 74                 | Patrick Konrad (AUT) (ruta) | 27è                |
| 75                 | Daniel Oss (ITA)            | 115è               |
| 76                 | Nils Politt (GER)           | 50è                |
| 77                 | Lukas Pöstlberger (AUT)     | 116è               |
| 78                 | Ide Schelling (NED)         | 119è               |

| Groupama-FDJ GFC | Groupama-FDJ GFC                 | Groupama-FDJ GFC |
| ---------------- | -------------------------------- | ---------------- |
| Núm              | Ciclista                         | Pos              |
| 81               | David Gaudu (FRA)                | 11è              |
| 82               | Bruno Armirail (FRA)             | 83è              |
| 83               | Arnaud Démare (FRA)              | FC-9             |
| 84               | Jacopo Guarnieri (ITA)           | FC-9             |
| 85               | Ignatas Konovalovas (LTU) (ruta) | DNF-1            |
| 86               | Stefan Küng (SUI) (crono)        | 49è              |
| 87               | Valentin Madouas (FRA)           | 42è              |
| 88               | Miles Scotson (AUS)              | DNF-11           |

| Cofidis COF | Cofidis COF                   | Cofidis COF |
| ----------- | ----------------------------- | ----------- |
| Núm         | Ciclista                      | Pos         |
| 91          | Guillaume Martin (FRA)        | 8è          |
| 92          | Rubén Fernández Andújar (ESP) | 84è         |
| 93          | Simon Geschke (GER)           | 62è         |
| 94          | Jesús Herrada López (ESP)     | 87è         |
| 95          | Christophe Laporte (FRA)      | 91è         |
| 96          | Anthony Perez (FRA)           | 86è         |
| 97          | Pierre-Luc Périchon (FRA)     | 92è         |
| 98          | Jelle Wallays (BEL)           | 131è        |

| Alpecin-Fenix AFC | Alpecin-Fenix AFC           | Alpecin-Fenix AFC |
| ----------------- | --------------------------- | ----------------- |
| Núm               | Ciclista                    | Pos               |
| 101               | Mathieu van der Poel (NED)  | NP-9              |
| 102               | Silvan Dillier (SUI) (ruta) | 59è               |
| 103               | Tim Merlier (BEL)           | DNF-9             |
| 104               | Xandro Meurisse (BEL)       | 29è               |
| 105               | Jasper Philipsen (BEL)      | 109è              |
| 106               | Jonas Rickaert (BEL)        | 95è               |
| 107               | Kristian Sbaragli (ITA)     | 106è              |
| 108               | Petr Vakoč (CZE)            | 118è              |

| EF Education-Nippo EFN | EF Education-Nippo EFN         | EF Education-Nippo EFN |
| ---------------------- | ------------------------------ | ---------------------- |
| Núm                    | Ciclista                       | Pos                    |
| 111                    | Rigoberto Urán (COL)           | 10è                    |
| 112                    | Stefan Bissegger (SUI)         | 103è                   |
| 113                    | Ruben Guerreiro (POR)          | 18è                    |
| 114                    | Sergio Higuita García (COL)    | 25è                    |
| 115                    | Michael Valgren Andersen (DEN) | 53è                    |
| 116                    | Magnus Cort Nielsen (DEN)      | 56è                    |
| 117                    | Neilson Powless (USA)          | 43è                    |
| 118                    | Jonas Rutsch (GER)             | 55è                    |

| AG2R Citroën Team ACT | AG2R Citroën Team ACT        | AG2R Citroën Team ACT |
| --------------------- | ---------------------------- | --------------------- |
| Núm                   | Ciclista                     | Pos                   |
| 121                   | Benoît Cosnefroy (FRA)       | 107è                  |
| 122                   | Dorian Godon (FRA)           | 75è                   |
| 123                   | Oliver Naesen (BEL)          | 70è                   |
| 124                   | Ben O'Connor (AUS)           | 4t                    |
| 125                   | Aurélien Paret-Peintre (FRA) | 15è                   |
| 126                   | Nans Peters (FRA)            | DNF-9                 |
| 127                   | Michael Schär (SUI)          | 58è                   |
| 128                   | Greg Van Avermaet (BEL)      | 97è                   |

| Arkéa-Samsic ARK | Arkéa-Samsic ARK           | Arkéa-Samsic ARK |
| ---------------- | -------------------------- | ---------------- |
| Núm              | Ciclista                   | Pos              |
| 131              | Warren Barguil (FRA)       | NP-14            |
| 132              | Nacer Bouhanni (FRA)       | DNF-15           |
| 133              | Anthony Delaplace (FRA)    | FC-9             |
| 134              | Élie Gesbert (FRA)         | 61è              |
| 135              | Daniel McLay (GBR)         | DNF-11           |
| 136              | Nairo Quintana Rojas (COL) | 28è              |
| 137              | Clément Russo (FRA)        | DNF-11           |
| 138              | Connor Swift (GBR)         | 89è              |

| Team DSM DSM | Team DSM DSM               | Team DSM DSM |
| ------------ | -------------------------- | ------------ |
| Núm          | Ciclista                   | Pos          |
| 141          | Søren Kragh Andersen (DEN) | NP-14        |
| 142          | Tiesj Benoot (BEL)         | DNF-11       |
| 143          | Cees Bol (NED)             | 140è         |
| 144          | Mark Donovan (GBR)         | 45è          |
| 145          | Nils Eekhoff (NED)         | 126è         |
| 146          | Joris Nieuwenhuis (NED)    | 128è         |
| 147          | Casper Pedersen (DEN)      | 111è         |
| 148          | Jasha Sütterlin (GER)      | DNF-1        |

| Lotto-Soudal LTS | Lotto-Soudal LTS         | Lotto-Soudal LTS |
| ---------------- | ------------------------ | ---------------- |
| Núm              | Ciclista                 | Pos              |
| 151              | Caleb Ewan (AUS)         | NP-4             |
| 152              | Jasper De Buyst (BEL)    | DNF-9            |
| 153              | Thomas De Gendt (BEL)    | 82è              |
| 154              | Philippe Gilbert (BEL)   | 99è              |
| 155              | Roger Kluge (GER)        | DNF-13           |
| 156              | Harry Sweeny (AUS)       | 85è              |
| 157              | Tosh Van der Sande (BEL) | DNF-11           |
| 158              | Brent Van Moer (BEL)     | 65è              |

| Bahrain Victorious TBV | Bahrain Victorious TBV              | Bahrain Victorious TBV |
| ---------------------- | ----------------------------------- | ---------------------- |
| Núm                    | Ciclista                            | Pos                    |
| 161                    | Jack Haig (AUS)                     | DNF-3                  |
| 162                    | Peio Bilbao López de Armentia (ESP) | 9è                     |
| 163                    | Sonny Colbrelli (ITA) (ruta)        | 52è                    |
| 164                    | Marco Haller (AUT)                  | 127è                   |
| 165                    | Matej Mohorič (SLO) (ruta)          | 31è                    |
| 166                    | Wout Poels (NED)                    | 16è                    |
| 167                    | Dylan Teuns (BEL)                   | 17è                    |
| 168                    | Fred Wright (GBR)                   | 96è                    |

| BikeExchange BEX | BikeExchange BEX              | BikeExchange BEX |
| ---------------- | ----------------------------- | ---------------- |
| Núm              | Ciclista                      | Pos              |
| 171              | Michael Matthews (AUS)        | 79è              |
| 172              | Esteban Chaves Rubio (COL)    | 13è              |
| 173              | Luke Durbridge (AUS)          | 100è             |
| 174              | Lucas Hamilton (AUS)          | DNF-13           |
| 175              | Amund Grøndahl Jansen (NOR)   | NP-16            |
| 176              | Christopher Juul-Jensen (DEN) | 114è             |
| 177              | Luka Mezgec (SLO)             | 102è             |
| 178              | Simon Yates (GBR)             | DNF-13           |

| Astana-Premier Tech APT | Astana-Premier Tech APT             | Astana-Premier Tech APT |
| ----------------------- | ----------------------------------- | ----------------------- |
| Núm                     | Ciclista                            | Pos                     |
| 181                     | Jakob Fuglsang (DEN)                | NP-21                   |
| 182                     | Alexander Aranburu Deba (ESP)       | 74è                     |
| 183                     | Stefan de Bod (RSA)                 | FC-9                    |
| 184                     | Omar Fraile Matarranz (ESP) (ruta)  | 57è                     |
| 185                     | Dmitri Grúzdev (KAZ)                | 113è                    |
| 186                     | Hugo Houle (CAN)                    | 66è                     |
| 187                     | Ion Izagirre Insausti (ESP) (crono) | 26è                     |
| 188                     | Aleksei Lutsenko (KAZ)              | 7è                      |

| Qhubeka NextHash TQA | Qhubeka NextHash TQA        | Qhubeka NextHash TQA |
| -------------------- | --------------------------- | -------------------- |
| Núm                  | Ciclista                    | Pos                  |
| 191                  | Sergio Henao Montoya (COL)  | 21è                  |
| 192                  | Carlos Barbero Cuesta (ESP) | 124è                 |
| 193                  | Sean Bennett (USA)          | 130è                 |
| 194                  | Victor Campenaerts (BEL)    | DNF-11               |
| 195                  | Simon Clarke (AUS)          | 123è                 |
| 196                  | Nicholas Dlamini (RSA)      | FC-9                 |
| 197                  | Michael Gogl (AUT)          | NP-13                |
| 198                  | Max Walscheid (GER)         | 121è                 |

| TotalEnergies TDE | TotalEnergies TDE                 | TotalEnergies TDE |
| ----------------- | --------------------------------- | ----------------- |
| Núm               | Ciclista                          | Pos               |
| 201               | Pierre Latour (FRA)               | 47è               |
| 202               | Edvald Boasson Hagen (NOR)        | FC-15             |
| 203               | Jérémy Cabot (FRA)                | 132è              |
| 204               | Víctor de la Parte González (ESP) | 72è               |
| 205               | Fabien Doubey (FRA)               | 78è               |
| 206               | Cristián Rodríguez Martín (ESP)   | 46è               |
| 207               | Julien Simon (FRA)                | 129è              |
| 208               | Anthony Turgis (FRA)              | 73è               |

| Intermarché-Wanty-Gobert Matériaux IWG | Intermarché-Wanty-Gobert Matériaux IWG | Intermarché-Wanty-Gobert Matériaux IWG |
| -------------------------------------- | -------------------------------------- | -------------------------------------- |
| Núm                                    | Ciclista                               | Pos                                    |
| 211                                    | Louis Meintjes (RSA)                   | 14è                                    |
| 212                                    | Jan Bakelants (BEL)                    | 48è                                    |
| 213                                    | Jonas Koch (GER)                       | NP-10                                  |
| 214                                    | Lorenzo Rota (ITA)                     | 63è                                    |
| 215                                    | Boy van Poppel (NED)                   | 117è                                   |
| 216                                    | Danny van Poppel (NED)                 | 120è                                   |
| 217                                    | Loïc Vliegen (BEL)                     | FC-9                                   |
| 218                                    | Georg Zimmermann (GER)                 | 80è                                    |

| B&B Hotels p/b KTM BBK | B&B Hotels p/b KTM BBK | B&B Hotels p/b KTM BBK |
| ---------------------- | ---------------------- | ---------------------- |
| Núm                    | Ciclista               | Pos                    |
| 221                    | Bryan Coquard (FRA)    | FC-9                   |
| 222                    | Cyril Barthe (FRA)     | 88è                    |
| 223                    | Franck Bonnamour (FRA) | 22è                    |
| 224                    | Maxime Chevalier (FRA) | 93è                    |
| 225                    | Cyril Gautier (FRA)    | 81è                    |
| 226                    | Cyril Lemoine (FRA)    | DNF-1                  |
| 227                    | Quentin Pacher (FRA)   | 35è                    |
| 228                    | Pierre Rolland (FRA)   | 51è                    |